# Zemědělství

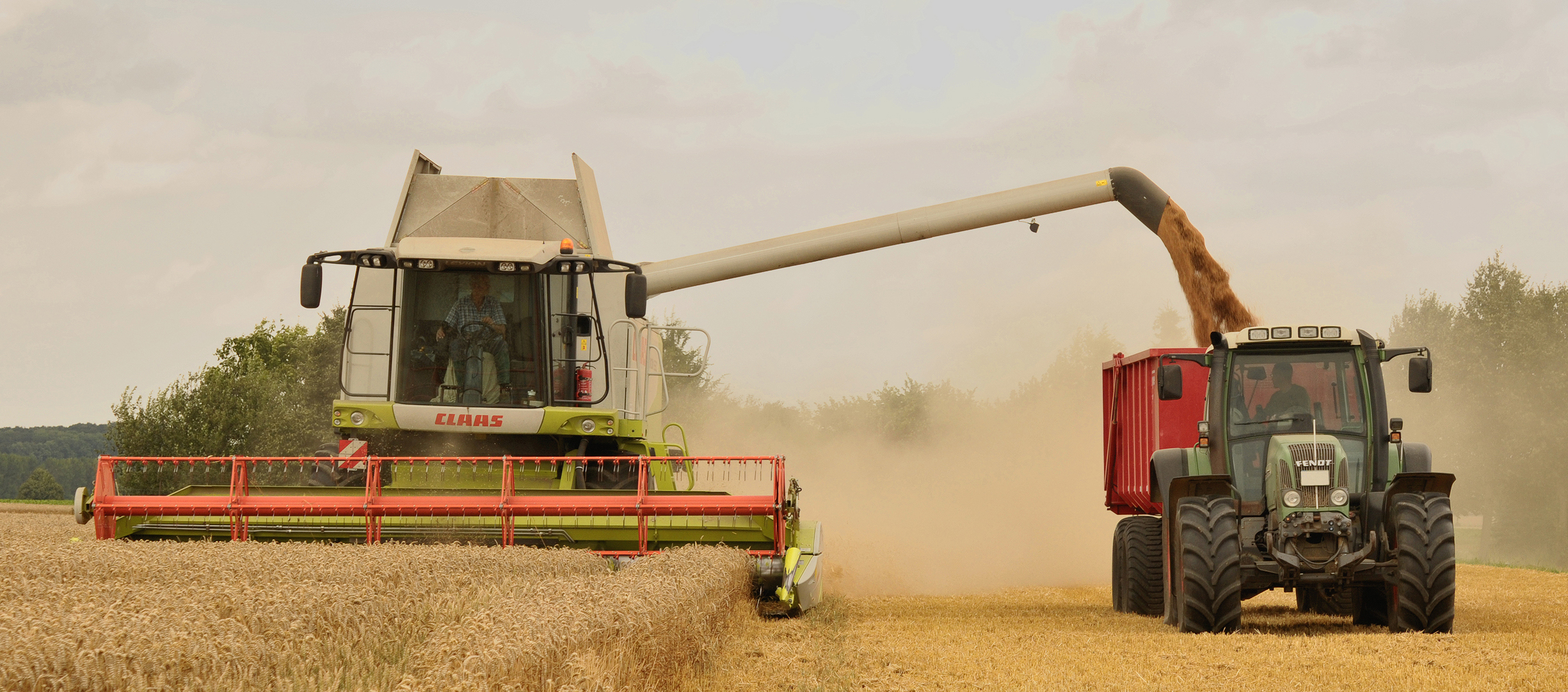
Sklizeň pšenice kombajnem, doprovázeným traktorem s vlekem.

Zemědělství je věda a umění pěstování rostlin a chovu hospodářských zvířat. Zemědělství hrálo klíčovou roli při vzniku usedlé lidské civilizace, přičemž kultivace domestikovaných druhů rostlin a zvířat vytvořila potravinové přebytky, které lidem umožnily žít v městských sídlech. Dějiny zemědělství počínají před tisíci lety. Nejméně před 105 000 lety počali lidé sbírat zrna divokých rostlin. Raní zemědělci je začali cíleně vysazovat přibližně před 11 500 lety. Před více než 10 000 lety byla domestikována prasata, ovce a skot. Plodiny se nezávisle pěstovaly v nejméně 11 oblastech světa. Ve dvacátém století ovládlo zemědělskou produkci průmyslové zemědělství, založené na velkoplošných monokulturách. Přesto ještě na počátku 21. století dvě miliardy lidí stále závisejí na samozásobitelském zemědělství.
Moderní agronomie, šlechtění rostlin, agrochemikálie, jako jsou pesticidy a hnojiva, a technické inovace umožnily výrazné zvýšení výnosů, na druhé straně však vedly k rozsáhlému poškozování životního prostředí. Selektivní šlechtění a moderní postupy v chovu hospodářských zvířat podobně zvýšily produkci masa, nastolily ale otázky ohledně životní pohody zvířat a ničení životního prostředí. Environmentální otázky zahrnují příspěvek zemědělství ke globálnímu oteplování, vyčerpávání podzemních vod, odlesňování, antibiotické rezistenci a používání růstových hormonů v průmyslové produkci masa. Rozsáhle se uplatňují geneticky modifikované organismy, i když některé z nich jsou v určitých zemích zakázány.
Hlavní zemědělské produkty lze zhruba rozdělit na potraviny, vlákna, paliva a suroviny (například kaučuk). Skupiny potravin zahrnují obiloviny, zeleninu, ovoce, oleje, maso, mléko, houby a vejce. Zemědělství zaměstnává více než třetinu světové pracovní síly, což je nejvíce hned po sektoru služeb, i když počet pracovníků v zemědělství se v rozvinutých zemích v průběhu staletí výrazně snížil.

Hodnota zemědělské produkce států světa v roce 2016

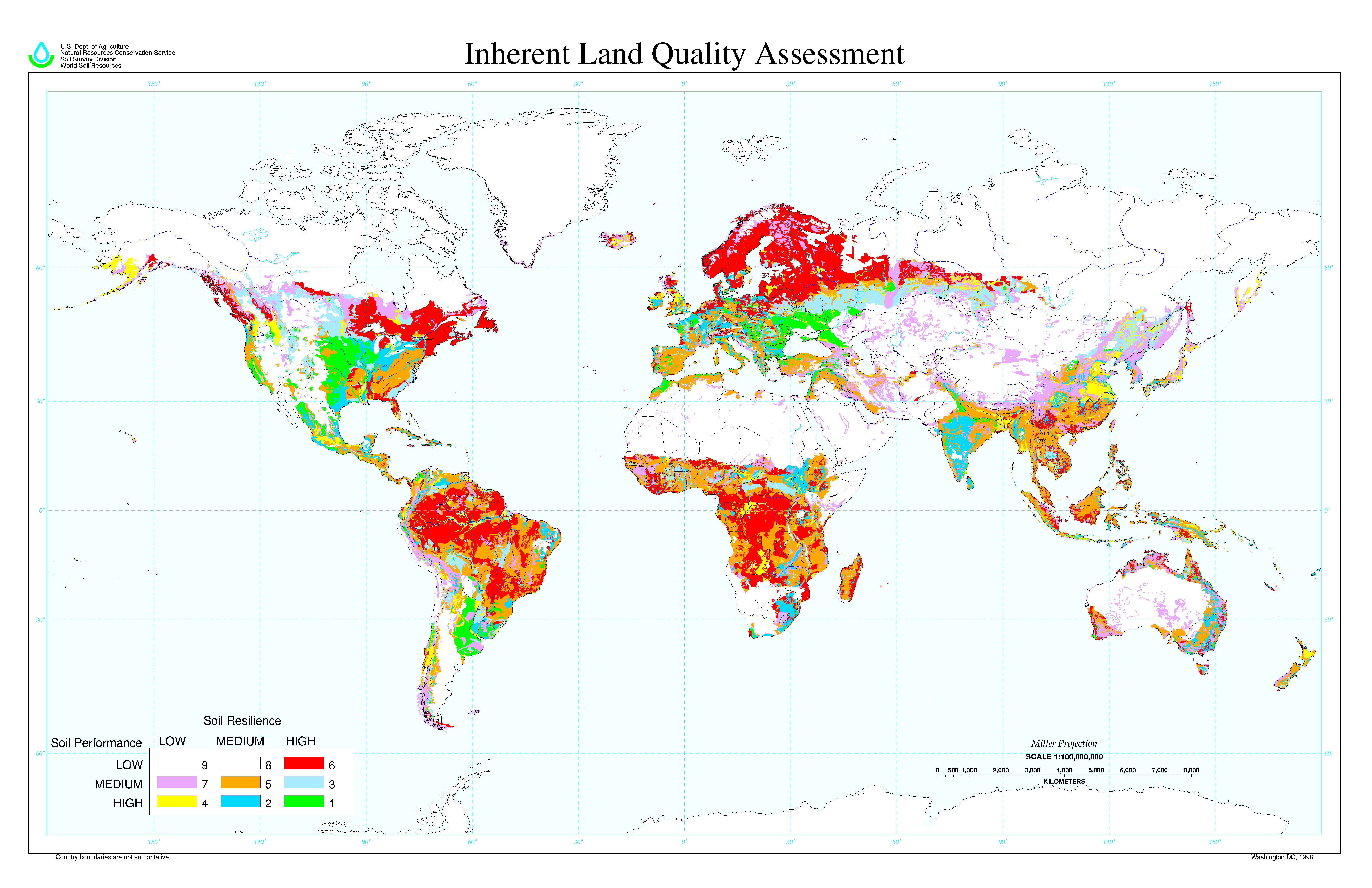
Kvalita zemědělské půdy podle produktivity (performance) a schopnosti regenerace (resilience). Bílé plochy značí půdy nevhodné pro zemědělství.

## Definice
Zemědělství je obvykle míněno jako lidská činnost, avšak plodiny také pěstují jisté druhy mravenců, termitů a nosatců. Zemědělství má řadu definic, lišících se zahrnovaným rozsahem. Ve svém nejširším smyslu využívá přírodní zdroje k „produkci komodit zajišťujících život, včetně potravin, textilních vláken, lesnických produktů, zahradnických plodin a souvisejících služeb“. Takto definovaný záběr pokrývá zemědělství, zahradnictví, chov hospodářských zvířat a lesnictví, v praxi se však zahradnictví a lesnictví do zemědělství nezahrnují.

## Dějiny

### Vznik

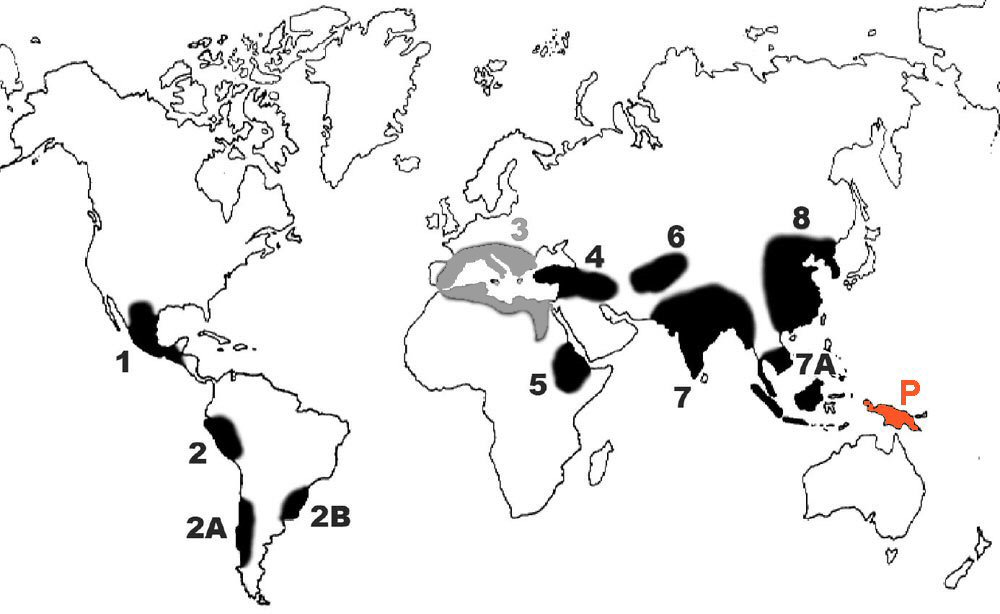
Genová centra vzniku kulturních rostlin, identifikovaná Nikolajem Vavilovem ve 30. letech 20. století. Oblast 3 (šedá) již v současnosti není považovaná za centrum vzniku, nověji byla jako jedno z center zařazena Papua Nová Guinea (oblast P, oranžová).

Vynález a rozvoj zemědělství umožnil růst lidské populace na mnohonásobně větší úroveň, než by byla udržitelná lovem a sběrem. Zemědělství vzniklo nezávisle v různých částech světa a zahrnovalo různorodou škálu taxonů v nejméně 11 samostatných centrech původu. Již nejméně před 105 000 lety raní lidé sbírali a pojídali zrna divoce rostoucích obilnin. Asi před 11 500 lety bylo v oblasti Levanty pěstováno osm základních plodin neolitu, pšenice jednozrnka (Triticum monococcum) a dvouzrnka  (Triticum dicoccum), plevnatý ječmen (Hordeum vulgare), hrách setý (Pisum sativum), čočka jedlá (Lens culinaris), vikev čočková (Vicia ervilia), cizrna beraní (Cicer arietinum)  a len setý (Linum usitatissimum). Rýže byla domestikována v Číně mezi 11 500 a 6200 př. n. l., nejstarší známá kultivace se datuje 5700 př. n. l., následovaná fazolemi mungo, azuki a sójou. Domestikace ovce proběhla v Mezopotámii před 13 000 až 11 000 lety. Skot vznikl zhruba před 10 500 lety domestikací divokého pratura v oblastech moderního Turecka a Pákistánu. Chov prasat začal v oblasti Eurasie, zahrnující Evropu, východní Asii a jihozápadní Asii, divoká prasata zde byla poprvé domestikována před 10 500 lety.  V jihoamerických Andách před 10 000 až 7 000 lety člověk domestikoval brambory, spolu s fazolemi, kakaem a zvířata jako lamy, alpaky a morčata. Cukrová třtina a některé druhy kořenové zeleniny byly domestikovány na Nové Guineji přibližně před 9 000 lety. Čirok byl domestikován v oblasti afrického Sahelu před 7 000 lety. Bavlna byla vyšlechtěna v Peru před 5 600 lety a nezávisle také v Eurasii. Kukuřice vznikla před 6 000 lety v Mezoamerice šlechtěním divoké trávy teosinte. Badatelé uvádějí několik hypotéz vysvětlujících historický původ zemědělství. Studie přechodu od lovců-sběračů k agrární společnosti naznačují počáteční období intenzifikace a rostoucí sedentismus; příklady jsou kultura Natúfien v Levantě a raný neolit v Číně. Divoké plodiny, dříve pouze sklízené, začali lidé cíleně vysazovat, a postupně je tak domestikovali.

### Civilizace

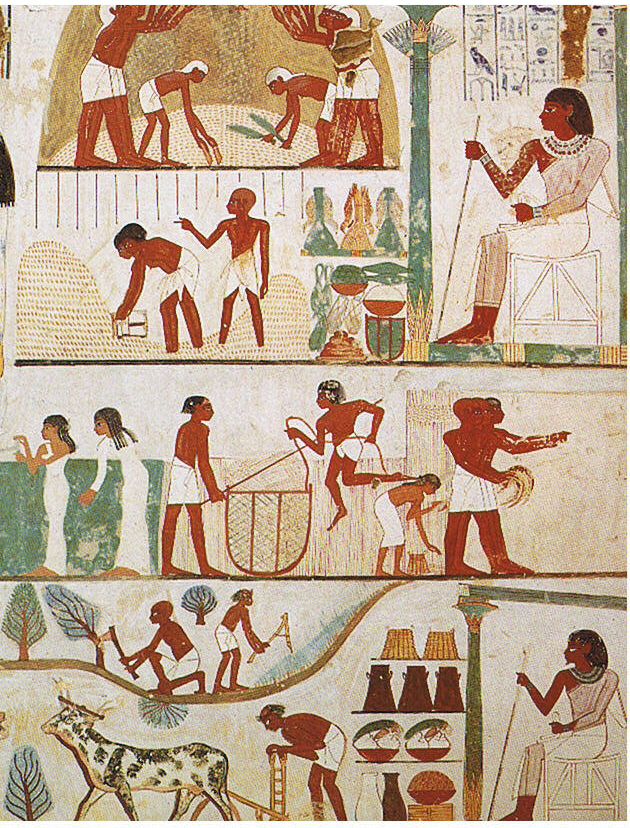
Zemědělské scény ze starověkého Egypta, zobrazující výmlat obilí, sýpku, sklízení se srpy, kopání, řezání stromů a orbu. Hrobka kněze Nachta, 15. století před naším letopočtem

Asi 8 000 let př. n. l. začali Sumerové žít ve vesnicích, jejich zemědělství spoléhalo na řeky Eufrat a Tigris a jimi napájené závlahové systémy. Na piktogramech z doby asi 3 000 let př. n. l. se objevují první pluhy a 2 300 let př. n. l. secí pluhy. Sumerští zemědělci pěstovali pšenici, ječmen, čočku, cibuli a jinou zeleninu a ovoce, včetně datlí, vína a fíků. Zemědělství starověkého Egypta záviselo na řece Nil a jejích sezónních záplavách. Začalo v předdynastické době na konci paleolitu, po roce 10 000 př. n. l. Základními potravinovými plodinami bylo obilí, především pšenice a ječmen, spolu s průmyslovými plodinami, jako len a papyrus. V Indii byly pšenice, ječmen a jujuba domestikovány 9 000 let př. n. l., brzy je následovaly ovce a kozy. Domestikace skotu, ovcí a koz proběhla v kultuře Méhrgarh 8 000–6 000 let př. n. l. Bavlna byla vyšlechtěna v 5. – 4. tisíciletí před naším letopočtem. Archeologické nálezy dokládají užívání pluhu se zvířecím potahem v civilizaci poříčí Indu před 2500 lety př. n. l. V Číně existoval od 5. století před naším letopočtem celostátní systém sýpek a rozšířené hedvábnictví. K 1. století před naším letopočtem se datuje používání vodních mlýnů na obilí, následované rozvojem zavlažování. Na konci 2. století byl vyvinut těžký pluh se železným nožem a odhrnovací deskou. Tento typ pluhu se postupně rozšířil na západ přes Eurasijský kontinent. Asijská rýže byla domestikována v oblasti kolem Perlové řeky v jižní Číně, před 8 200–13 500 lety (v závislosti na konkrétním použitém odhadu molekulárních hodin), z jediného genetického předka, divoké rýže Oryza rufipogon. Ve starověkém Řecku a Římě byly hlavními pěstovanými obilninami pšenice setá a dvouzrnka a ječmen, mezi pěstovanou zeleninu patřil hrách, fazole a olivy. Ovce a kozy se chovaly hlavně pro mléčné produkty.
Zemědělství se vyvíjelo také na amerických kontinentech. V Mezoamerice se kromě kukuřice domestikovala také tykev, fazole a kakao. Kakao bylo domestikováno kolem roku 3000 př. n. l. na území dnešního Ekvádoru kulturou Mayo-Chinchipe. Krocan byl pravděpodobně domestikován v Mexiku nebo na jihozápadě dnešních Spojených států. Aztékové vyvinuli zavlažovací systémy, terasovitá pole, hnojení půd a vynalezli chinampas neboli umělé ostrovy pro pěstování plodin v zavodněné krajině. Mayové od 4. století př. n. l. využívali k obhospodařování bažin rozsáhlé systémy kanálů a vyvýšených polí. V Andách byla domestikována koka, stejně jako arašídy, rajče, tabák a ananas.  V Peru byla 3 600 let př. n. l. domestikována bavlna a zvířata jako lama, alpaka a morče. Domorodí obyvatelé východní části Severní Ameriky domestikovali plodiny, jako je slunečnice, tabák, tykev a merlík. Sklízeli také divoké plodiny včetně divoké rýže a javorového sirupu. Domestikovaná jahoda je kříženec chilského a severoamerického druhu, který vznikl šlechtěním v Evropě a Severní Americe. Domorodí obyvatelé dnešní Kalifornie a severozápadního pobřeží Severní Ameriky uplatňovali v lesích, stepích, lesostepích a mokřadech různé formy lesního zahradnictví a žárového hospodaření. Domorodci praktikovali zakládání požárů omezeného rozsahu, kterými udržovali nízkointenzivní zemědělství s volnou rotací, jakýsi druh divoké permakultury. Na Velkých planinách se vyvinul systém společné výsadby zvaný „tři sestry“, sestávající ze zimní dýně, kukuřice a pnoucí fazole.
Domorodí Australané, dlouho považovaní pouze za kočovné lovce-sběrače, podle novějších výzkumů praktikovali žárové hospodaření. Systematickým vypalováním porostů zvyšovali produktivitu přirozeného prostředí. Před asi 5000 lety vyvinul kmen Gunditjmara a další skupiny systém chovu úhořů a pastí na ryby. Existují důkazy o probíhající „intenzifikaci“ na celém kontinentu. Ve dvou oblastech Austrálie, centrálním západním pobřeží a východní části střední Austrálie, raní zemědělci žijící ve stálých sídlištích pěstovali jamy (Dioscorea hastifolia), domorodé proso (Panicum decompositum) a divokou cibuli (Cyperus bulbosus).

### Revoluce

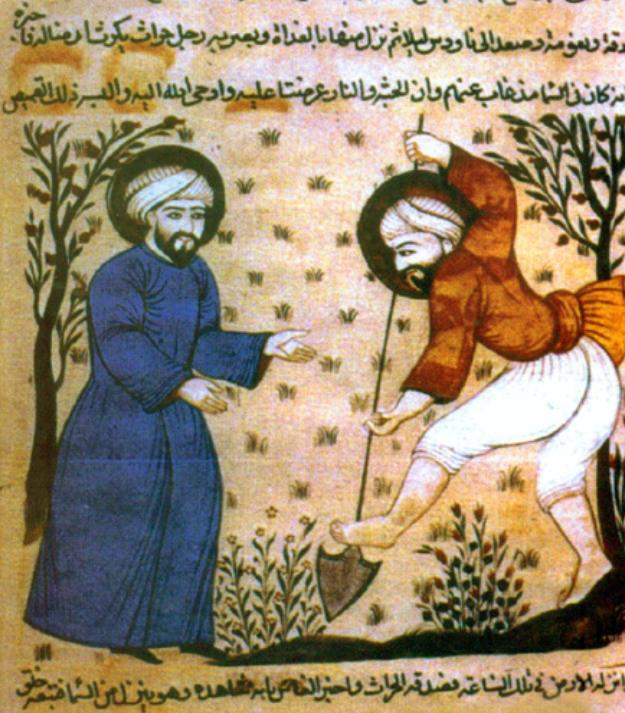
Arabská zemědělská revoluce, započatá v Al-Andalus (islámské Španělsko), transformovala zemědělství pomocí zlepšených technik a šířením nových plodin.

Během středověku, a to jak v islámském světě, tak v Evropě, došlo v zemědělství k významným přeměnám. Ty byly způsobeny zdokonalením technik a šířením plodin, včetně zavádění cukru, rýže, bavlny a ovocných stromů (například pomerančovníku) do Evropy přes Araby ovládaný Pyrenejský poloostrov (Al-Andalus). Kolumbovská výměna po roce 1492 přinesla do Evropy plodiny z Nového světa, jako je kukuřice, brambory, rajčata, sladké brambory a maniok. Ze Starého světa se do Ameriky dostala pšenice, ječmen, rýže a řepa a hospodářská zvířata včetně koní, skotu, ovcí a koz. Během středověku začal být starší dvoupolní systém nahrazován systémem trojpolním, ve kterém se jedno ze tří polí každoročně  ponechalo ladem. Došlo tím ke zvýšení produktivity a obohacení půdy, neboť změna osevního postupu umožnila pěstování dusík vázajících luštěnin, jako hrách, čočka a fazole.
Britská zemědělská revoluce probíhající od 17. století vedla k rozmachu zavlažování, střídání plodin a užívání hnojiv, což dovolilo výrazný růst celosvětové populace. Od počátku 20. století zemědělství ve vyspělých zemích, a do menší míry v rozvojovém světě, zaznamenalo velké zvýšení produktivity nahrazením lidské práce mechanizací a zavedením syntetických hnojiv, pesticidů a šlechtění. Haberův–Boschův proces umožnil syntézu hnojiv na bázi dusičnanu amonného v průmyslovém měřítku, což výrazně zvýšilo výnosy plodin a tím umožnilo další prudký nárůst lidské populace. Významné zvýšení produktivity také přinesla ve 2. polovině 20. století tzv. zelená revoluce. 
Moderní zemědělství nastolilo řadu politických, ekonomických a environmentálních otázek jako znečišťování vod, biopaliva, geneticky modifikované organismy nebo celní a dotační politika, což vedlo k rozvoji alternativních přístupů jako je ekologické zemědělství.

## Typy

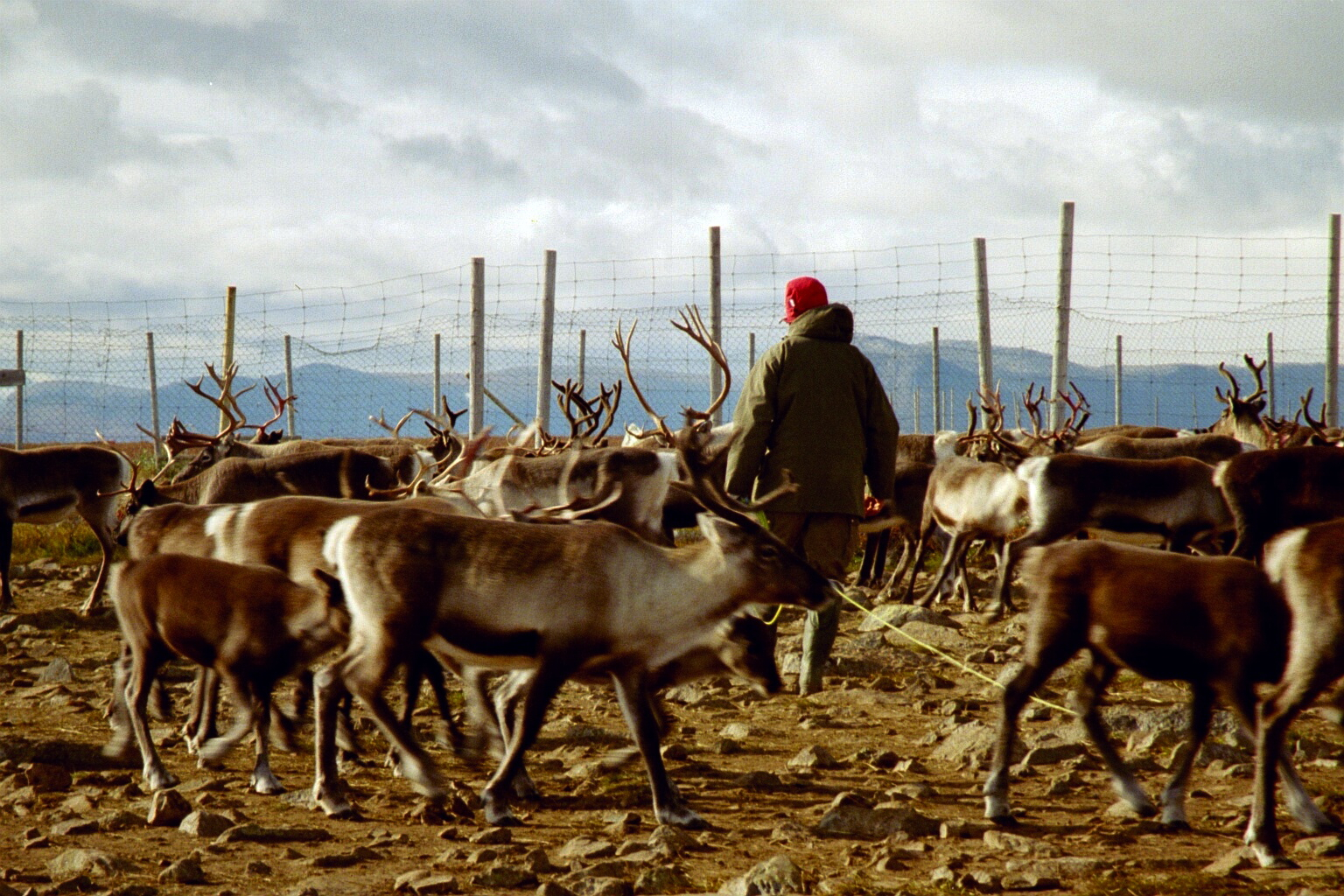
Stáda sobů tvoří základ pasteveckého zemědělství několika národů polárních a subpolárních oblastí.

Pastevectví (pastoralismus) je způsob chovu domestikovaných zvířat. V kočovném pastevectví se stáda hospodářských zvířat přemísťují z místa na místo při hledání pastvin, potravy a vody. Tento typ hospodaření se praktikuje v aridních a semiaridních oblastech Sahary, Střední Asie a některých částech Indie. Agropastoralismus vede k degradaci půdy.
Při střídavém hospodaření je malá plocha lesa vyčištěna mýcením a vypalováním stromů. Vyklizená půda se využívá pro pěstování plodin po dobu několika let, než se půda příliš vyčerpá a plocha se opustí. Vybere se nová část lesa a proces se opakuje. Tento způsob zemědělství se praktikuje hlavně v oblastech s hojnými srážkami, kde dochází k rychlé regeneraci lesa. Střídavé hospodaření se praktikuje v severovýchodní Indii, jihovýchodní Asii a Amazonii.

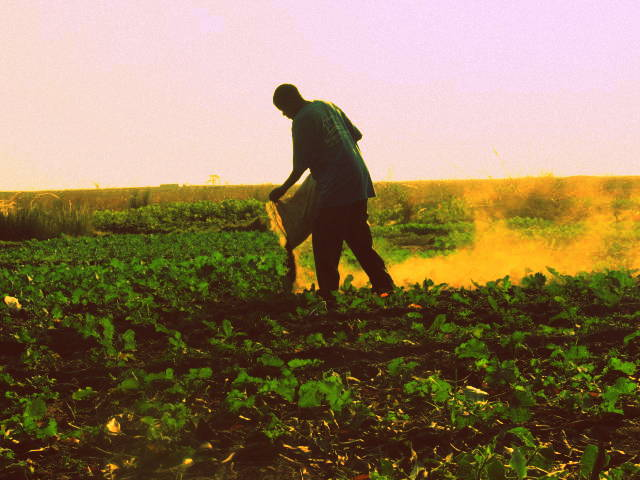
Ruční rozprašování hnoje v Zambii

Samozásobitelské zemědělství zajišťuje potřeby rodiny nebo lokální komunity, vytváří jen málo přebytků využitelných vzdálenějšími spotřebiteli. Je rozšířené v monzunových oblastech Asie a v jihovýchodní Asii. Podle odhadů existovalo v roce 2018 asi 2,5 miliardy samozásobitelských zemědělců, kteří obdělávali asi 60 % světové orné půdy.
Intenzivní zemědělství je způsob pěstování a  chovu, zaměřený na maximalizaci produktivity, s vysokým stupněm využití půdy a velkou spotřebou vstupů (voda, hnojiva, pesticidy). Značná je také míra automatizace. Intenzivní zemědělství se praktikuje především ve vyspělých zemích.

## Současné zemědělství

### Stav

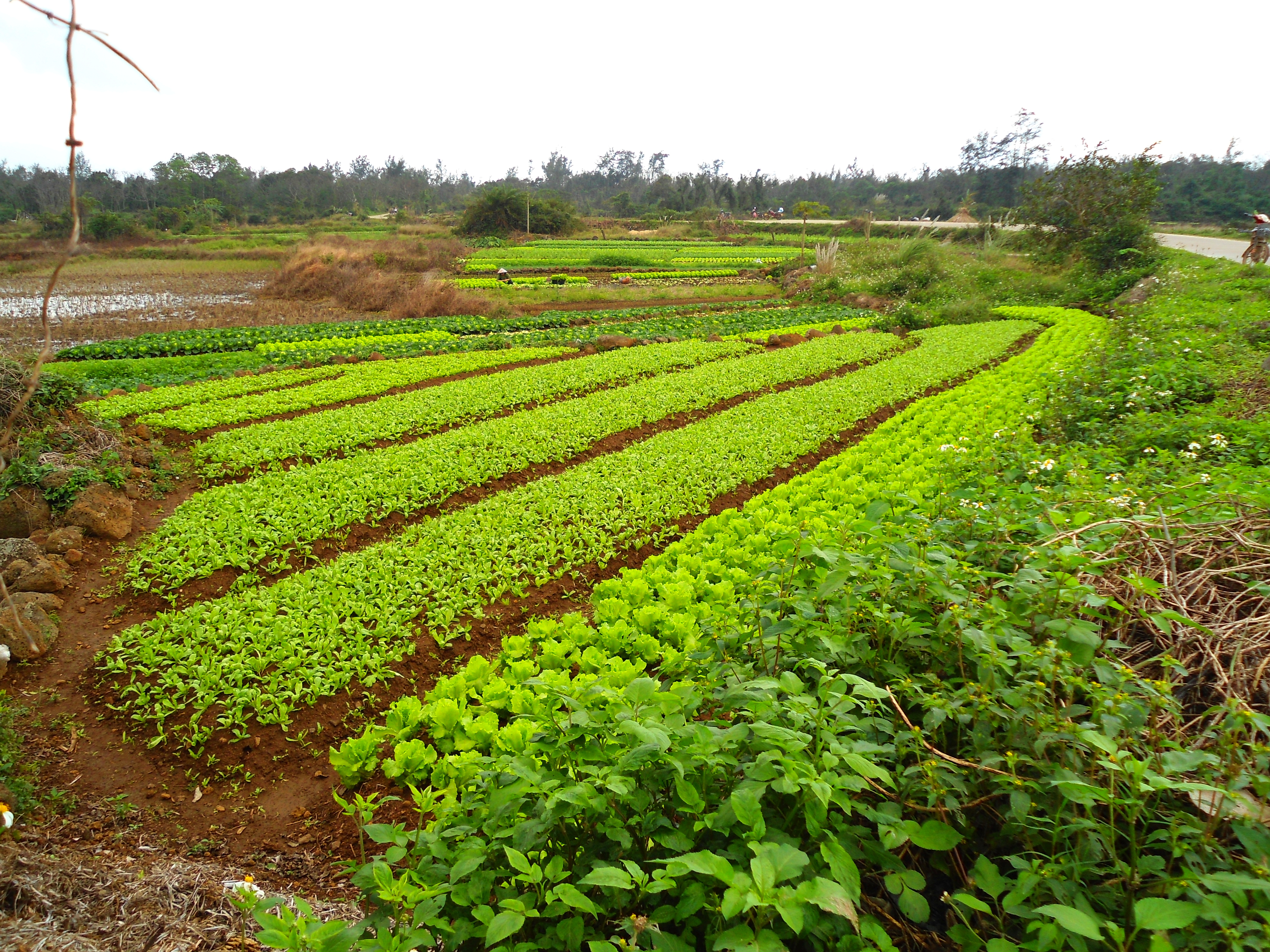
Zeleninové pole v čínské provincii Chaj-nan. Čína je světově největším zemědělským producentem.

Intenzivní zemědělství dvacátého století přineslo zvýšení produktivity. Manuální práci nahradila technika a syntetická hnojiva a pesticidy, za cenu zvýšeného znečišťování vod a dalších negativních vlivů. V rozvinutých zemích je častou praxí poskytování zemědělských subvencí. V reakci na ekologické dopady konvenčního zemědělství se v poslední době prosazují alternativní způsoby hospodaření, ve formě ekologického, regenerativního a udržitelného zemědělství. Jednou z hlavních hybných sil tohoto hnutí je Evropská unie, která poprvé certifikovala biopotraviny v roce 1991 a roku 2005 zahájila reformu své společné zemědělské politiky (SZP), s cílem postupně ukončit komoditně zaměřené zemědělské dotace, a to odstraněním vázanosti dotací na velikost produkce (tzv. decoupling). Růst ekologického zemědělství obnovil výzkum alternativních technik, jako je integrovaná ochrana proti škůdcům, selektivní šlechtění a zemědělství v kontrolovaném prostředí. Mezi nedávno vyvinuté obecně využívané postupy patří geneticky modifikované potraviny. Poptávka po nepotravinářských plodinách pro biopaliva, výstavba na původně zemědělských půdách, rostoucí náklady na dopravu, změna klimatu, rostoucí poptávka spotřebitelů v Číně a Indii a růst populace ohrožují potravinovou bezpečnost v mnoha částech světa. Mezinárodní fond pro rozvoj zemědělství (IFAD) předpokládá, že částí řešení problému vzrůstajících cen potravin a celkové potravinové bezpečnosti může být rozvoj maloplošného zemědělství, vzhledem k příznivým zkušenostem z Vietnamu. Celosvětovým problémem je také degradace půd a nemoci plodin, jako je rez travní. Přibližně 40 % zemědělské půdy na světě je vážně znehodnoceno. K roku 2015 byla světově největším zemědělským producentem Čína, následovaná Evropskou unií, Indií a Spojenými státy. Podle ekonomických ukazatelů celkové produktivity je současné zemědělství ve Spojených státech zhruba 1,7krát produktivnější než v roce 1948.

### Pracovní síla

Podle třísektorové teorie počet lidí pracujících v zemědělství (zelený sloupec) klesá s tím, jak se hospodářství stává rozvinutějším.

Podle třísektorové teorie se počet lidí zaměstnaných v zemědělství a jiných primárních odvětvích (jako je rybolov) pohybuje od méně než 2 % ve většině vyspělých zemí až po více než 80 % v nejméně rozvinutých státech. Od časů průmyslové revoluce prodělalo mnoho zemí přechod na rozvinutou ekonomiku a podíl lidí pracujících v zemědělství neustále klesá. Například v 16. století v Evropě zemědělství zaměstnávalo 55 až 75 % obyvatel; do 19. století tento podíl klesl na 35 až 65 %. Ve stejných zemích je to dnes méně než 10 %. Na začátku 21. století pracovala v zemědělství přibližně jedna miliarda lidí, neboli více než 1/3 práceschopné síly. Zahrnuje to i přibližně 70 % celosvětové zaměstnanosti dětí. V řadě zemí je odvětvím zaměstnávajícím největší procento žen. Zemědělství v pozici největšího světového zaměstnavatele předstihl v roce 2007 sektor služeb.

### Bezpečnost práce

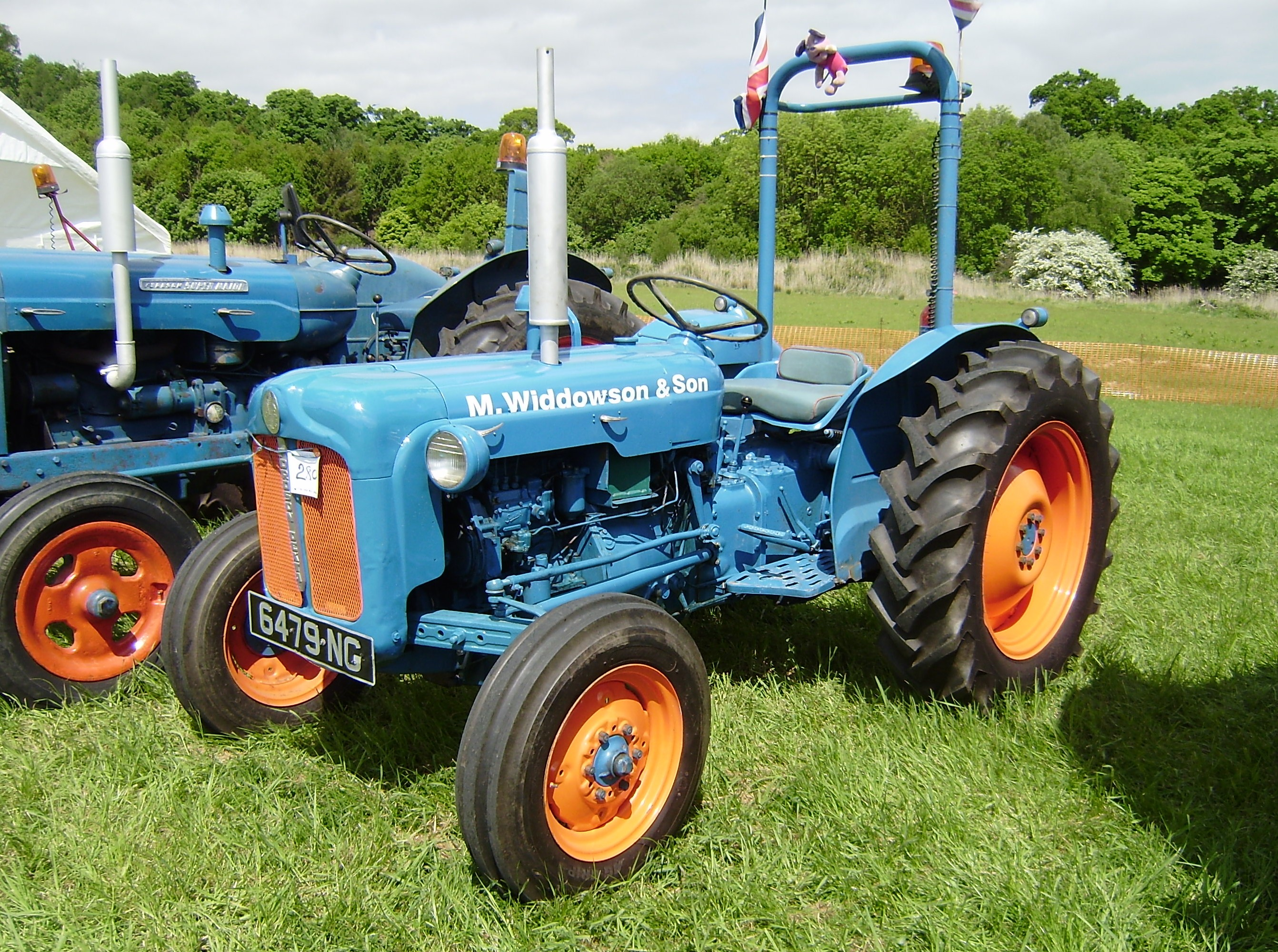
Traktor Fordson z poloviny 20. století, s dodatečně doplněným rámem na ochranu při převrácení.

Zemědělství, zejména polní práce, dosud zůstává rizikovým povoláním. Zemědělci na celém světě jsou vystavováni vysokému riziku pracovních úrazů, onemocnění dýchacích cest, poškození sluchu způsobeném hlukem, kožních chorob, jakož i některých druhů rakoviny související s používáním chemikálií a dlouhodobému pobytu na slunci. Na průmyslových farmách jsou úrazy často spojeny s obsluhou zemědělských strojů. V rozvinutých zemích je běžnou příčinou smrtelných zranění zemědělských pracovníků převrácení traktoru. Zdraví nebezpečné mohou být také pesticidy a jiné chemikálie používané v zemědělství. Vystavení pesticidům může vyvolat zdravotní potíže nebo vést k vrozeným vadám u dětí. Na rodinných farmách spolu často žijí a pracují všichni její členové, celé rodiny tak bývají vystaveny riziku zranění, nemocí a smrti. Obzvláště zranitelné jsou nejmenší děti do 6 let. Mezi běžné příčiny úmrtí mladých zemědělských pracovníků patří utopení, nehody a úrazy při obsluze zemědělských strojů a traktorů.
Mezinárodní organizace práce (ILO) považuje zemědělství za „nejnebezpečnější ze všech hospodářských odvětví“. Odhaduje, že na světě dochází ročně nejméně ke 170 000 úmrtím spojených s prací v zemědělství, což je dvojnásobek průměru jiných povolání. Kromě toho výskyt úmrtí, zranění a nemocí souvisejících se zemědělskými činnostmi často není hlášen. ILO v roce 2001 vydala Úmluvu o bezpečnosti a ochraně zdraví v zemědělství, která pokrývá rozsah rizik v zemědělství, prevenci těchto rizik a roli, kterou by měli hrát jednotlivci a organizace zabývající se zemědělstvím.
V Evropské unii vydává Evropská agentura pro bezpečnost a ochranu zdraví při práci pokyny k provádění směrnic v oblasti bezpečnosti a ochrany zdraví v zemědělství, chovu hospodářských zvířat, zahradnictví a lesnictví. Ve Spojených státech označil Národní institut pro bezpečnost a ochranu zdraví při práci (National Institute for Occupational Safety and Health) zemědělství za prioritní odvětví v Národní agendě pro výzkum povolání (National Occupational Research Agenda), která má identifikovat a vytvořit intervenční strategie v otázkách bezpečnosti a ochrany zdraví při práci.

## Produkce
Celková zemědělská produkce vybraných zemí světa je uvedena v grafech níže.
| Státy s největší zemědělskou produkcí v roce 2022 podle Organizace pro výživu a zemědělství (FAO) | Státy s největší zemědělskou produkcí v roce 2022 podle Organizace pro výživu a zemědělství (FAO) |
| --- | ------------------------------------------------------------------------------------------------- |
| \| Ekonomika \| Hodnota hrubé zemědělské produkce v miliardách USD, ceny 2022 \| \| ------------------ \| ------------------------------------------------------------- \| \| (01) Čína \| 1 655 \| \| (02) Indie \| 524 \| \| (03) Spojené státy \| 474 \| \| (—) Evropská unie \| 428 \| \| (04) Brazílie \| 220 \| \| (05) Írán \| 188 \| \| (06) Indonésie \| 139 \| \| (07) Rusko \| 118 \| \| (08) Japonsko \| 89 \| \| (09) Francie \| 73 \| \| (10) Turecko \| 73 \| \| (11) Kanada \| 70 \| \| (12) Pákistán \| 64 \| \| (13) Německo \| 63 \| \| (14) Mexiko \| 62 \| \| (15) Austrálie \| 57 \| \| (16) Itálie \| 54 \| \| (17) Španělsko \| 53 \| \| (18) Vietnam \| 50 \| \| (19) Thajsko \| 45 \| \| (20) Kolumbie \| 45 \| |                                                                                                   |
| Ekonomika | Hodnota hrubé zemědělské produkce v miliardách USD, ceny 2022                                     |
| (01) Čína | 1 655                                                                                             |
| (02) Indie | 524                                                                                               |
| (03) Spojené státy | 474                                                                                               |
| (—) Evropská unie | 428                                                                                               |
| (04) Brazílie | 220                                                                                               |
| (05) Írán | 188                                                                                               |
| (06) Indonésie | 139                                                                                               |
| (07) Rusko | 118                                                                                               |
| (08) Japonsko | 89                                                                                                |
| (09) Francie | 73                                                                                                |
| (10) Turecko | 73                                                                                                |
| (11) Kanada | 70                                                                                                |
| (12) Pákistán | 64                                                                                                |
| (13) Německo | 63                                                                                                |
| (14) Mexiko | 62                                                                                                |
| (15) Austrálie | 57                                                                                                |
| (16) Itálie | 54                                                                                                |
| (17) Španělsko | 53                                                                                                |
| (18) Vietnam | 50                                                                                                |
| (19) Thajsko | 45                                                                                                |
| (20) Kolumbie | 45                                                                                                |

| Státy s největší zemědělskou produkcí v roce 2022 podle Organizace pro výživu a zemědělství (FAO), ve stálých cenách let 2014–2016 | Státy s největší zemědělskou produkcí v roce 2022 podle Organizace pro výživu a zemědělství (FAO), ve stálých cenách let 2014–2016 |
| --- | --- |
| \| Ekonomika \| Hodnota hrubé zemědělské produkce v milionech USD \| \| ------------------ \| ------------------------------------------------- \| \| (01) Čína \| 1 397 888 \| \| (02) Indie \| 458 850 \| \| (03) Spojené státy \| 360 842 \| \| (04) Brazílie \| 197 178 \| \| (05) Indonésie \| 146 039 \| | |
| Ekonomika | Hodnota hrubé zemědělské produkce v milionech USD                                                                                  |
| (01) Čína | 1 397 888 |
| (02) Indie | 458 850 |
| (03) Spojené státy | 360 842 |
| (04) Brazílie | 197 178 |
| (05) Indonésie | 146 039 |

### Systémy pěstování plodin

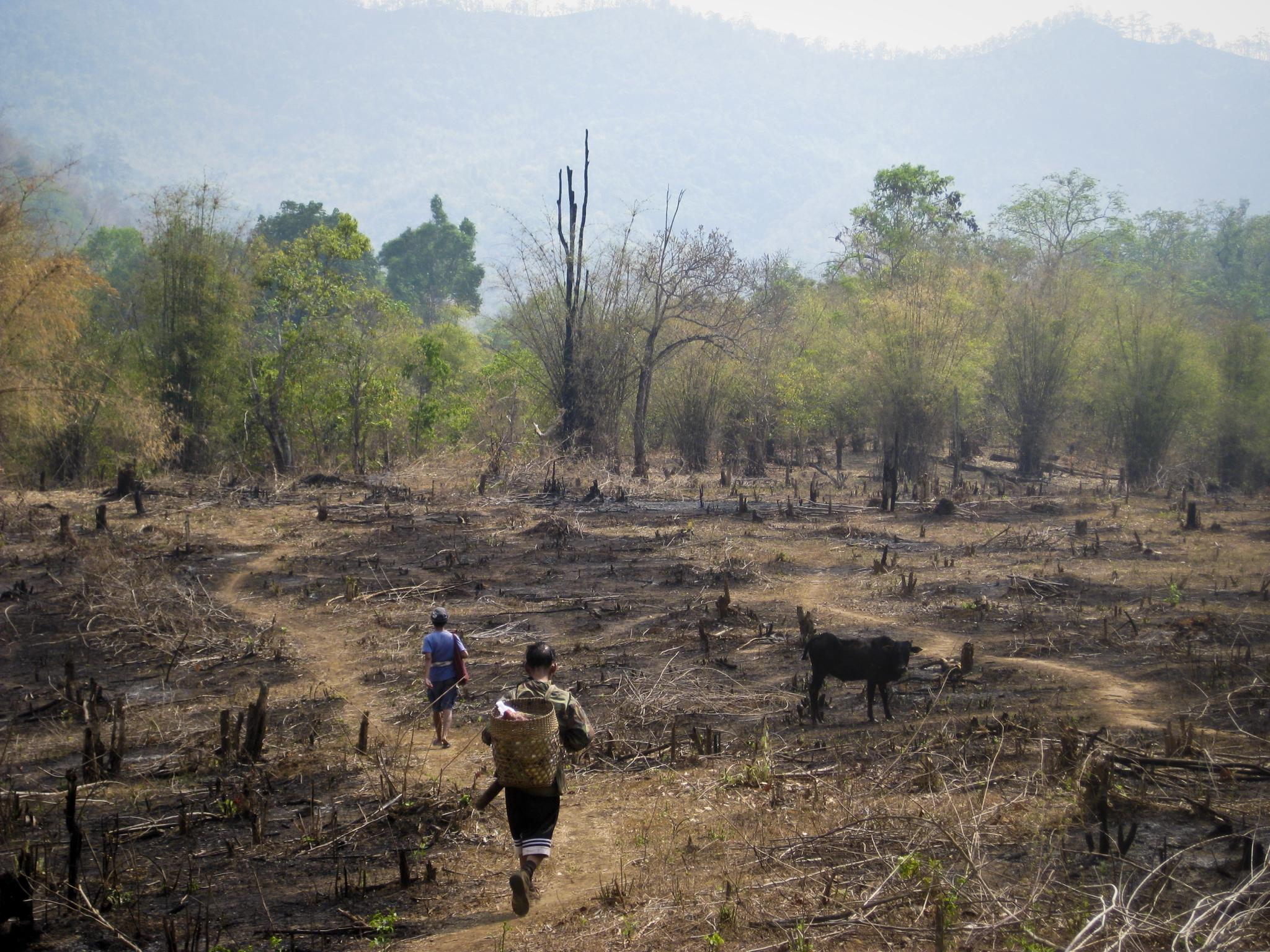
Žďárové zemědělství v Thajsku

Pěstební systémy se v různých oblastech liší v závislosti na dostupných zdrojích a omezeních, jako jsou: poloha a podnebí; vládní politika; hospodářské, sociální a politické tlaky; a filozofie a kulturní zvyklosti zemědělce.
Žďárové nebo také střídavé zemědělství (Shifting cultivation) je systém, kdy se vypaluje lesní porost a na popelem zúrodněné půdě se následně několik let pěstují jednoleté a trvalé plodiny. Po vyčerpání půdy se pozemek nechá ladem, aby opět zarostl lesem, a zemědělec se přesune na novou plochu, aby se po delší době (10–20 let) postupně vrátil zpět. Růst hustoty obyvatelstva vede ke zkracování období úhoru. Půda pak potřebuje dodatečný přísun živin (umělého hnojiva nebo mrvy) a manuální likvidaci plevele a škůdců. Dalším stupněm intenzifikace je každoroční kultivace, která nezahrnuje dobu úhoru. Je ještě náročnější na dodávky živin a omezování škůdců.

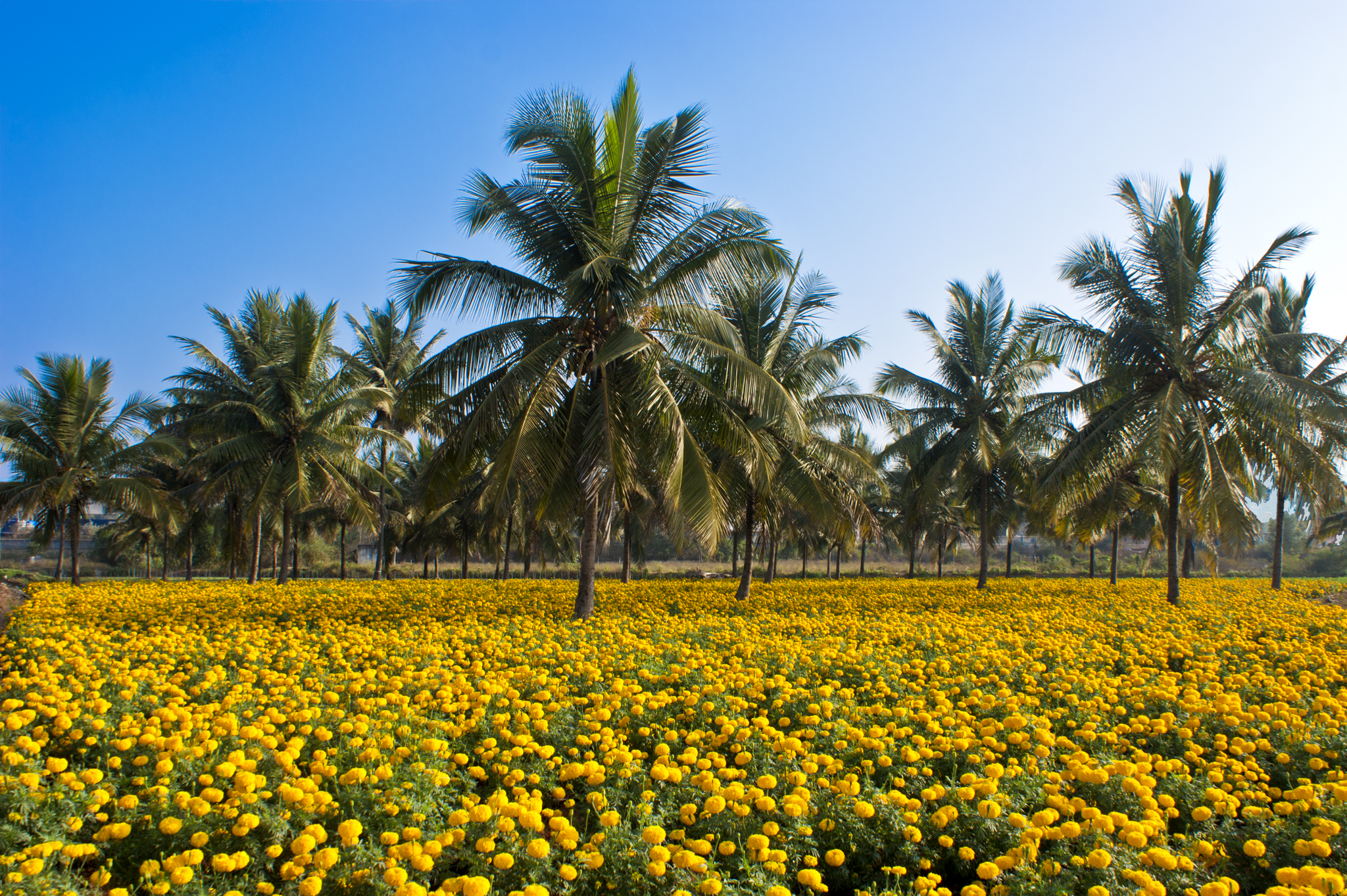
Smíšené pěstování kokosových palem a aksamitníku ve státě Kérala, Indie.

Průmyslový vývoj vedl k zavedení monokultur, kdy se jeden kultivar vysazuje na velké ploše. Vzhledem k nízké biologické rozmanitosti je využití živin jednostranné a dochází k přemnožování škůdců, což vyžaduje větší používání pesticidů a hnojiv. Dalšími druhy systémů každoroční kultivace, známými jako polykultury, jsou postupné pěstování (Multiple cropping), kdy se několik plodin pěstuje postupně během jednoho roku, a smíšené pěstování (Intercropping) několika plodin současně.
Omezujícím faktorem zemědělství v subtropických a aridních oblastech je roční úhrn a rozdělení dešťových srážek. Zužuje vegetační období a počet ročních sklizní, případně vyžaduje zavlažování. Ve všech těchto oblastech se pěstují víceleté plodiny (káva, kakao) a praktikují se méně intenzivní způsoby hospodaření, jako je agrolesnictví. V mírném podnebním pásmu, kde původní ekosystémy tvořily převážně stepi, je dominantním systémem vysoce produktivní celoroční hospodaření.
Významné kategorie potravinářských plodin zahrnují obilniny, luštěniny, píci, ovoce a zeleninu. Mezi přírodní vlákna patří bavlna, vlna, konopí, hedvábí a len. V různých pěstitelských oblastech celého světa se pěstují specifické plodiny. 
Tabulky níže uvádějí světovou produkci dle odhadu Organizace pro výživu a zemědělství, v milionech metrických tun.
| Hlavní zemědělské produkty podle typů (miliony tun), údaje z roku 2017 | Hlavní zemědělské produkty podle typů (miliony tun), údaje z roku 2017 |                   | Hlavní zemědělské produkty podle plodin (miliony tun), údaje z roku 2018 | Hlavní zemědělské produkty podle plodin (miliony tun), údaje z roku 2018 |
| ---------------------------------------------------------------------- | ---------------------------------------------------------------------- | ----------------- | ------------------------------------------------------------------------ | ------------------------------------------------------------------------ |
| obiloviny                                                              | 3020                                                                   | cukrová třtina    | 1907                                                                     |                                                                          |
| zelenina a houby                                                       | 1083                                                                   | kukuřice          | 1148                                                                     |                                                                          |
| ovoce                                                                  | 842                                                                    | rýže              | 782                                                                      |                                                                          |
| hlízy a bulvy                                                          | 838                                                                    | pšenice           | 734                                                                      |                                                                          |
| mléko                                                                  | 831                                                                    | brambory          | 368                                                                      |                                                                          |
| maso                                                                   | 335                                                                    | sója              | 349                                                                      |                                                                          |
| olej                                                                   | 226                                                                    | maniok            | 278                                                                      |                                                                          |
| ryby                                                                   | 173                                                                    | cukrová řepa      | 275                                                                      |                                                                          |
| luštěniny                                                              | 94                                                                     | plod palmy olejné | 272                                                                      |                                                                          |
| vejce                                                                  | 81                                                                     | rajčata           | 182                                                                      |                                                                          |
| rostlinná vlákna                                                       | 31                                                                     | ječmen            | 141                                                                      |                                                                          |
| ořechy                                                                 | 17                                                                     | banány            | 116                                                                      |                                                                          |
| Zdroj: FAO                                                             | Zdroj: FAO                                                             | Zdroj: FAO        | Zdroj: FAO                                                               |                                                                          |

### Systémy živočišné výroby

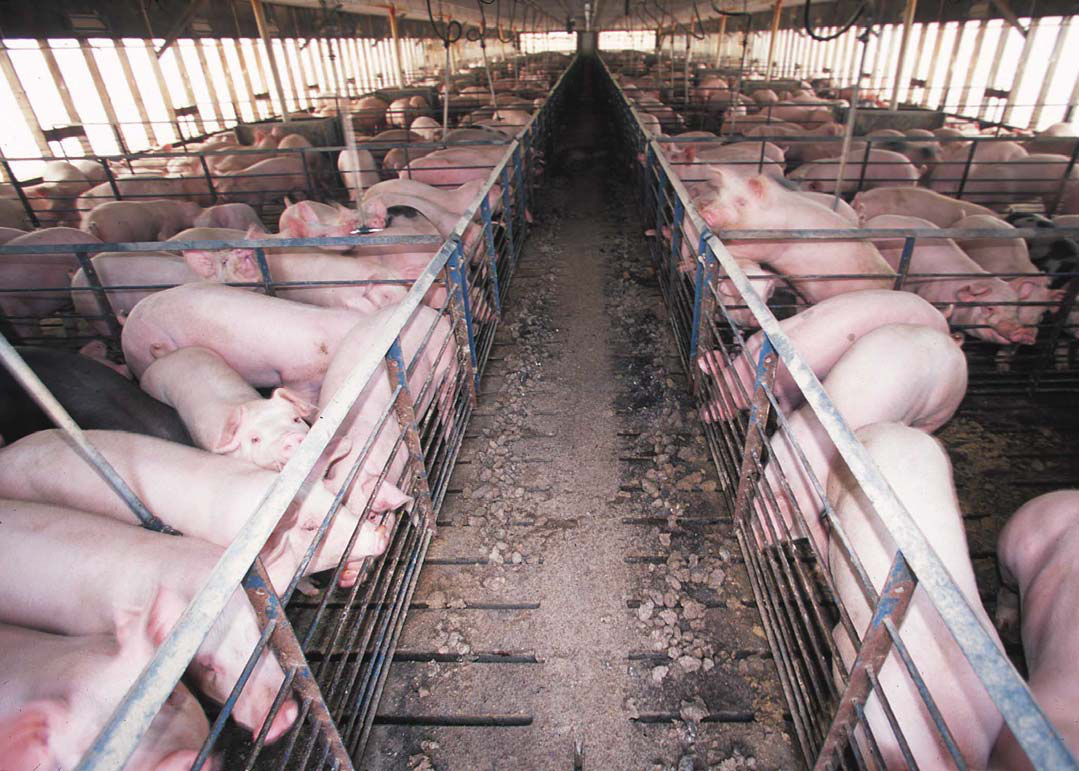
Prasata v intenzivním chovu

Živočišná výroba zahrnuje všechny aspekty chovu hospodářských zvířat . Hospodářská zvířata se chovají kvůli produktům, což je maso, mléko, vejce nebo vlna, kromě toho také pro práci a přepravu. Pracovní zvířata, jako koně, mezci, skot, vodní buvoli, velbloudi, lamy, alpaky, osli a psi, se po staletí využívala při obdělávání půdy, sklizni plodin, pastvě a ochraně stád a přepravě zemědělských produktů na trhy.
Systémy živočišné výroby lze definovat na základě zdroje krmiva, jako pastevní (extenzivní), ustájený (intenzivní) nebo smíšený. K roku 2010 živočišná výroba využívala 30 % nezaledněné zemské plochy a zaměstnávala přibližně 1,3 miliardy lidí. Mezi rokem 1960 a 2010 došlo k významnému nárůstu živočišné výroby, a to jak počty kusů, tak i váhou jatečního zvířete, zejména u skotu, prasat a kuřat. Produkce posledně jmenovaných se přitom zvýšila téměř desetinásobně. Významný nárůst zaznamenala také zvířata chovaná pro další produkty, jako mléčná plemena skotu a nosnice. Předpokládá se, že do roku 2050 budou celosvětové počty skotu, ovcí a koz dále prudce narůstat. Jedním z nejrychleji rostoucích odvětví produkce potravin je také akvakultura, tedy chov ryb a jiných vodních živočichů v moři a přírodních i umělých nádržích. Mezi lety 1975 a 2007 rostla v průměru o 9 % ročně.
V druhé polovině 20. století se chovatelé využívající selektivní šlechtění zaměřili na vytváření produktivnějších plemen a kříženců hospodářských zvířat, přičemž většinou zanedbávali potřebu zachování genetické rozmanitosti. Tento trend vedl ke značnému snížení genetické rozmanitosti a genetického rezervoáru plemen hospodářských zvířat. Následkem je nižší odolnost vůči chorobám a horší lokální adaptace oproti tradičním plemenům.

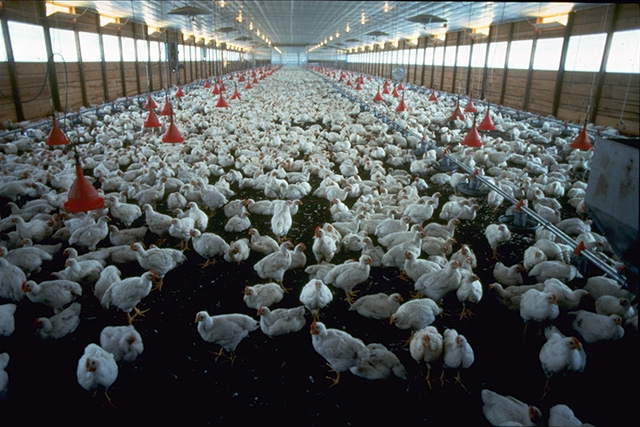
Drůbežnictví: chov masné drůbeže (brojlerů) ve velkokapacitní drůbežárně

Při pastevním chovu závisí obživa přežvýkavců na rostlinném materiálu dostupném na pastvinách, jako jsou louky nebo křoviny. Hlavním zdrojem živin pro pastvinou vegetaci jsou výkaly pasoucích se zvířat, někdy se používá také doplňkové přihnojování. Tento systém je obzvláště důležitý v oblastech, kde není možné pěstování plodin kvůli nepříznivému klimatu nebo půdě. Pastevním chovem se celosvětově zabývá asi 30–40 milionů pastevců. Smíšené produkční systémy využívají travní porosty, pícniny a obilniny jako krmivo pro přežvýkavce a monogastrická zvířata (tzn. s jedním žaludkem, hlavně kuřata a prasata). Ve smíšených systémech se mrva obvykle recykluje jako hnojivo.
Bezpůdní systémy spoléhají na dodávku krmiv z vnějších zdrojů, mizí zde místní propojení rostlinné a živočišné produkce. Tento systém se častěji vyskytuje v členských zemích Organizace pro hospodářskou spolupráci a rozvoj (OECD). Rostlinná výroba spoléhá především na syntetická hnojiva. Využití kejdy a mrvy je problematické, často se stává zdrojem znečištění. Průmyslové země tímto způsobem vytvářejí většinu celosvětové produkce drůbeže a vepřového masa. Vědci odhadují, že 75 % růstu živočišné výroby v letech 2003 až 2030 bude ve formě intenzivního velkochovu, někdy nazývaného průmyslové zemědělství. Velký podíl na tomto růstu mají rozvojové země Asie, v mnohem menší míře Afrika.  Některé z postupů používaných v průmyslové živočišné výrobě, jako používání růstových hormonů, vzbuzují kontroverze.

### Zpracování půdy

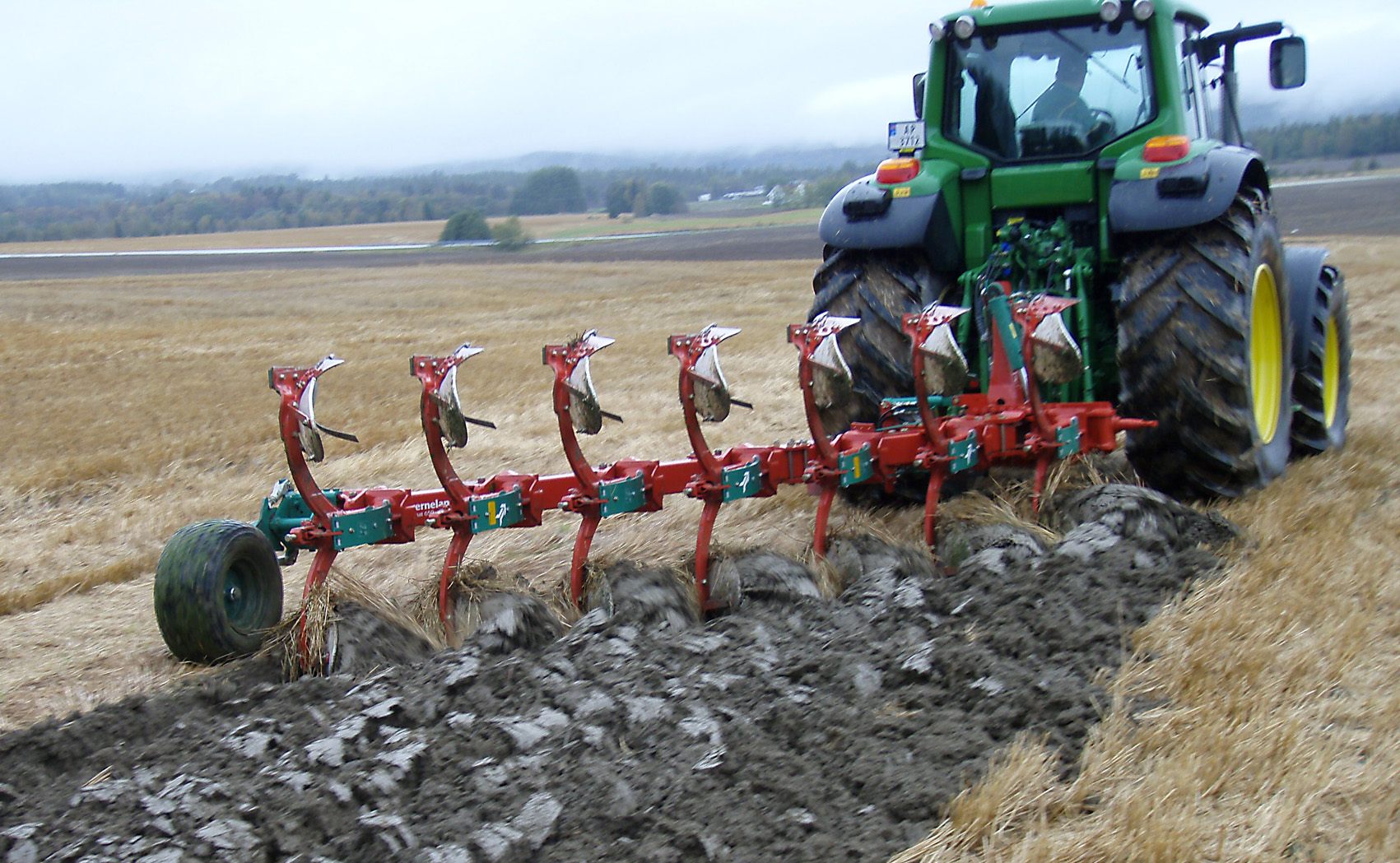
Orba pole po sklizni

Zpracování půdy je způsob její úpravy pomocí nástrojů, jako pluh nebo brány. Slouží k přípravě půdy na výsadbu nebo setí, doplnění živin a omezení výskytu škůdců a plevele. Používané způsoby sahají od konvenční orby až po bezorebné. Orba zvyšuje produktivitu půdy jejím zkypřením, prohřátím, zapravením hnojiva a zamezením růstu plevelů. Zvyšuje však náchylnost půdy k erozi, podporuje rozklad organických látek uvolňujících CO2 a snižuje množství a rozmanitost půdních organismů.
Ochrana před škůdci zahrnuje likvidaci plevelů, hmyzu, roztočů a chorob. Používají se postupy chemické (pesticidy), biologické (biologický boj), mechanické (orba) a kulturní. Kulturní postupy zahrnují střídání plodin, utrácení nakažených chovů, využívání krycích plodin a smíšených porostů, kompostování, pěstování rezistentních druhů a vyvarování se faktorů, příznivých šíření škůdců. Integrovaná ochrana proti škůdcům se pokouší využít všechny tyto metody, aby populace škůdců nedosáhla úrovně, působící významné ekonomické ztráty. Používání pesticidů doporučuje až jako poslední možnost.
Živinové hospodářství (živinový management) se zabývá jak zdroji přívodu živin pro rostlinnou a živočišnou výrobu, tak i způsoby využití biologického odpadu produkovaného hospodářskými zvířaty (chlévská mrva, kejda, exkrementy). Zdroji živin mohou být průmyslová anorganická hnojiva, hnůj, zelené hnojivo, kompost a minerály. Využití živin plodinami lze také řídit pomocí kulturních technik, jako je střídání plodin nebo provádění úhorů. Živočišný odpad se do půdy dostává buď chovem hospodářských zvířat na plochách krmné plodiny, například při řízené intenzivní rotační pastvě, případně rozmetáním jeho suché či kapalné formy na ornou půdu nebo na pastviny.

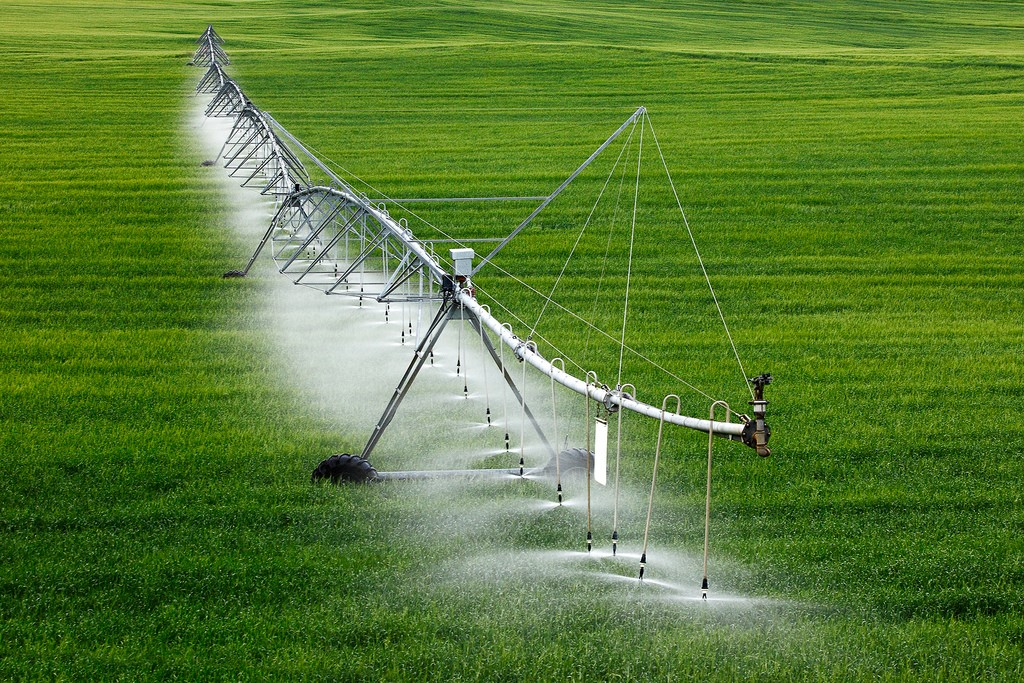
Pivotový zavlažovač. Rameno dlouhé až stovky metrů se otáčí kolem čepu upevněného na jednom konci. Jinou variantou je čelní zavlažovač, pohybující se přímo.

Vodní hospodářství je nutností v místech s nedostatečnými nebo proměnlivými vodními srážkami. To se do určité míry týká většiny oblastí světa. Někteří pěstitelé používají zavlažování, aby doplnili deficit srážek. V jiných oblastech, například na Velkých planinách v USA a v Kanadě zemědělci nechávají pole rok ladem, aby se nastřádala v půdě vlhkost. V následujícím roce ji využijí pro pěstování plodin. Na zemědělství připadá 70 % celosvětové spotřeby sladké vody.
Podle zprávy Mezinárodního institutu pro výzkum potravinové politiky (IFPRI) bude dopad zemědělských technik na produkci potravin největší v případě jejich zavedení ve vzájemné kombinaci. IFPRI vytvořil model, který měl vyhodnotit, jak by jedenáct technik mohlo do roku 2050 ovlivnit zemědělskou produktivitu, potravinovou bezpečnost a obchod. Podle získaných výsledků by počet lidí ohrožených hladem mohl klesnout až o 40 % a ceny potravin by se mohly snížit téměř o polovinu.
Platby za ekosystémové služby jsou metodou poskytování doplňkových finančních pobídek, které mají motivovat zemědělce k zachování některých aspektů životního prostředí. Opatření mohou například zahrnovat platby za zalesňování kolem toků řek před městy, s cílem zlepšit dostupnost pitné vody.

## Úpravy plodin a biotechnologie

### Šlechtění rostlin

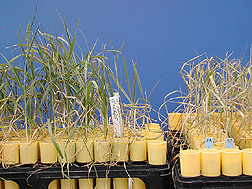
Odrůda pšenice Yecoro (vpravo) je citlivá k zasolení půdy, vlevo kříženec s odrůdou W4910 vykazuje vysokou odolnost vůči zasolení půdy

Lidé praktikují úpravy plodin po tisíce let, od počátků civilizace. Změny plodin pomocí šlechtitelských postupů mění genetické složení rostliny za účelem vývoje plodin s příznivějšími vlastnostmi pro člověka, například větších plodů nebo semen, tolerance vůči suchu nebo odolnosti vůči škůdcům. Významný pokrok v šlechtění rostlin přinesla práce genetika Gregora Mendela. Jeho výzkum dominantních a recesivních alel, ačkoli nejprve do značné míry přehlížen téměř 50 let, nakonec umožnil pěstitelům lépe porozumět genetice a technikám šlechtění. Šlechtění plodin zahrnuje techniky, jako je výběr rostlin s požadovanými vlastnostmi, samoopylení a křížové opylení a molekulární techniky, které geneticky modifikují organismus.
Domestikace rostlin v průběhu staletí zvýšila výnos, zlepšila odolnost vůči chorobám a suchu, usnadnila sklizeň a zlepšila chuť a výživovou hodnotu plodin. Pečlivý výběr a šlechtění měly značný vliv na vlastnosti plodin. Výběr a šlechtění trav a jetele ve 20. a 30. letech 20. století zlepšilo pastviny na Novém Zélandu. Rozsáhlé výzkumné úsilí zaměřené na mutagenezi vyvolanou rentgenovým a ultrafialovým zářením (tedy primitivní genetické inženýrství) během padesátých let 20. století vytvořilo moderní komerční odrůdy obilnin, jako je pšenice, kukuřice a ječmen.
Zelená revoluce popularizovala použití konvenční hybridizace k prudkému zvýšení výnosu vytvořením vysoce výnosných odrůd. Například průměrné výnosy kukuřice v USA vzrostly z přibližně 2,5 tuny na hektar (t/ha) v roce 1900 na přibližně 9,4 t/ha v roce 2001. Průměrné celosvětové výnosy pšenice podobně vzrostly z méně než 1 t/ha v roce 1900 na více než 2,5 t/ha v roce 1990. Průměrné výnosy pšenice v Jižní Americe se pohybují kolem 2 t/ha, v Africe méně než 1 t/ha a v Egyptě a Arábii až 3,5 až 4 t/ha s využitím zavlažování. Naproti tomu průměrný výnos pšenice v zemích, jako je Francie, přesahuje 8 t/ha. Rozdíly ve výnosech jsou způsobeny zejména odlišným klimatem, genetikou a úrovní intenzivních zemědělských technik (používání hnojiv, chemická ochrana proti škůdcům, kontrolovaný vzrůst pro omezení poléhání).

### Genetické inženýrství

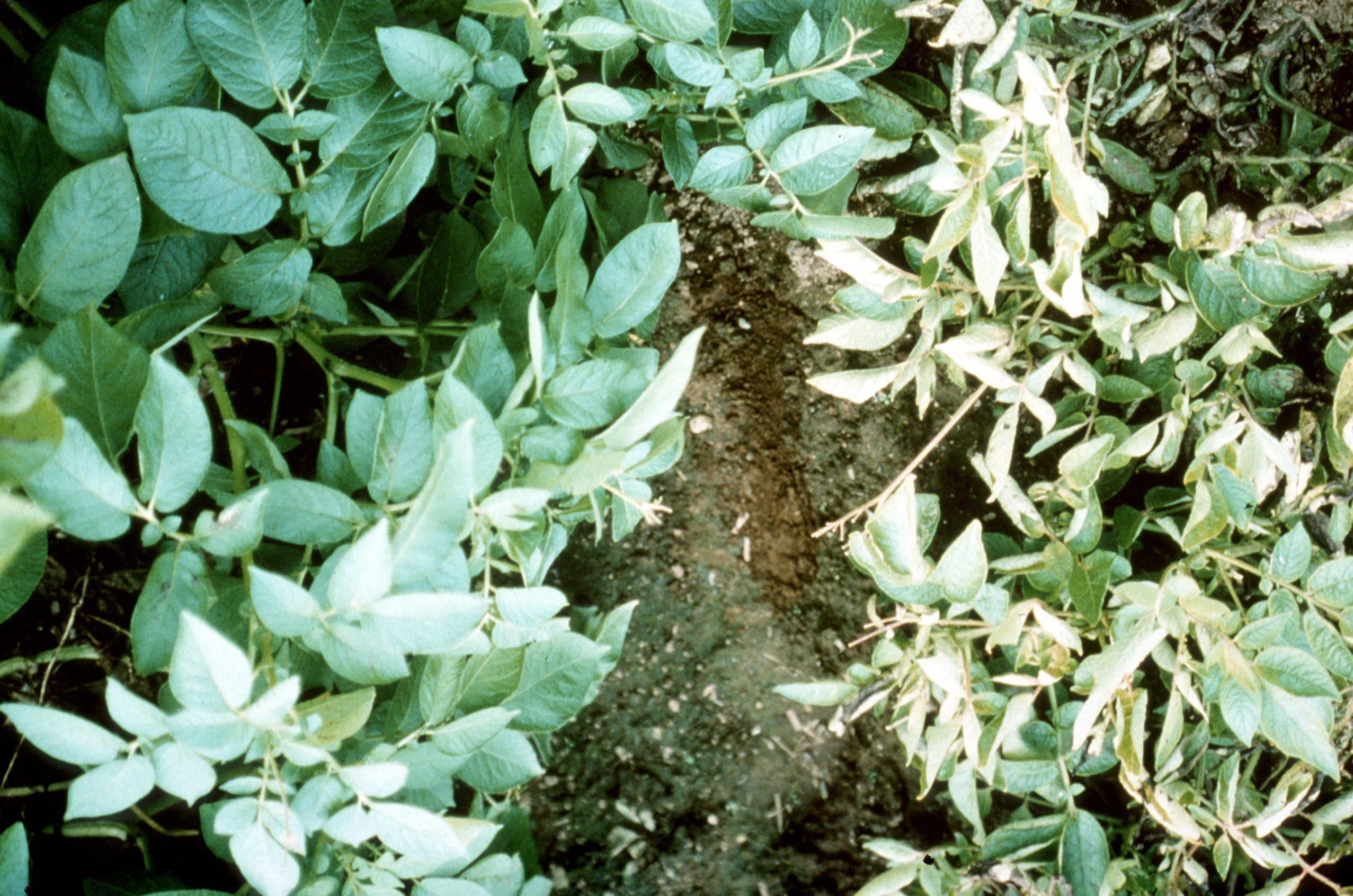
Geneticky modifikované rostliny bramboru (vlevo) odolávají virovým onemocněním, která poškozují neupravené rostliny (vpravo).

Geneticky modifikované organismy (GMO) jsou organismy, jejichž genetický materiál byl změněn technikami genetického inženýrství obecně známými jako technologie rekombinantní DNA. Genetické inženýrství rozšířilo nabídku genů, které mají šlechtitelé k dispozici při vytváření požadovaných zárodečných linií pro nové plodiny. Pomocí genetického inženýrství bylo možné u plodin například zvýšit jejich houževnatost, nutriční obsah, odolnost vůči hmyzu a virům a toleranci vůči herbicidům. GMO plodiny u některých lidí vyvolávají obavy ohledně bezpečnosti potravin. Řada zemí zavedla omezení týkající se pěstování, dovozu nebo konzumace GMO potravin a plodin. V současné době upravuje obchod s GMO mezinárodní úmluva, Cartagenský protokol o biologické bezpečnosti. Probíhá také diskuse ohledně označování potravin vyrobených z geneticky modifikovaných organismů. Zatímco EU v současné době vyžaduje, aby byly označeny všechny potraviny pocházející z geneticky modifikovaných organismů, v USA toto není třeba.
Semeno rezistentní vůči herbicidům má do svého genomu implantovaný gen, který rostlině umožňuje tolerovat expozici herbicidu, včetně glyfosátu. Tato osiva dovolují pěstování plodin, které lze postřikovat herbicidy k likvidaci plevelů, aniž by došlo k poškození rezistentní plodiny. Kultury tolerantní k herbicidům používají zemědělci po celém světě. S rostoucím používáním těchto plodin dochází k nárůstu používání herbicidních postřiků na bázi glyfosátu. V některých oblastech se vyvinuly plevele rezistentní vůči glyfosátu, což donutilo zemědělce přejít na jiné herbicidy. Některé studie také spojují rozšířené používání glyfosátu s nedostatkem železa u některých plodin. To snižuje jak produktivitu, tak i výživovou hodnotu plodiny, s negativními ekonomickými a zdravotními důsledky.
Pěstitelé také využívají GMO plodiny odolné vůči hmyzu. Mají gen z půdní bakterie Bacillus thuringiensis (Bt), který produkuje toxin specifický pro hmyz. Tyto plodiny odolávají poškození hmyzem. Existují názory, že podobné nebo lepší odolnosti vůči škůdcům lze dosáhnout tradičními šlechtitelskými postupy, například hybridizací nebo křížovým opylováním divokými druhy. V určitých případech jsou primárním zdrojem rezistentních vlastností divoké druhy; některé kultivary rajčete získaly pomocí křížení s divokými populacemi rajčat rezistenci vůči nejméně 19 chorobám.

## Dopady na životní prostředí

### Náklady a vlivy

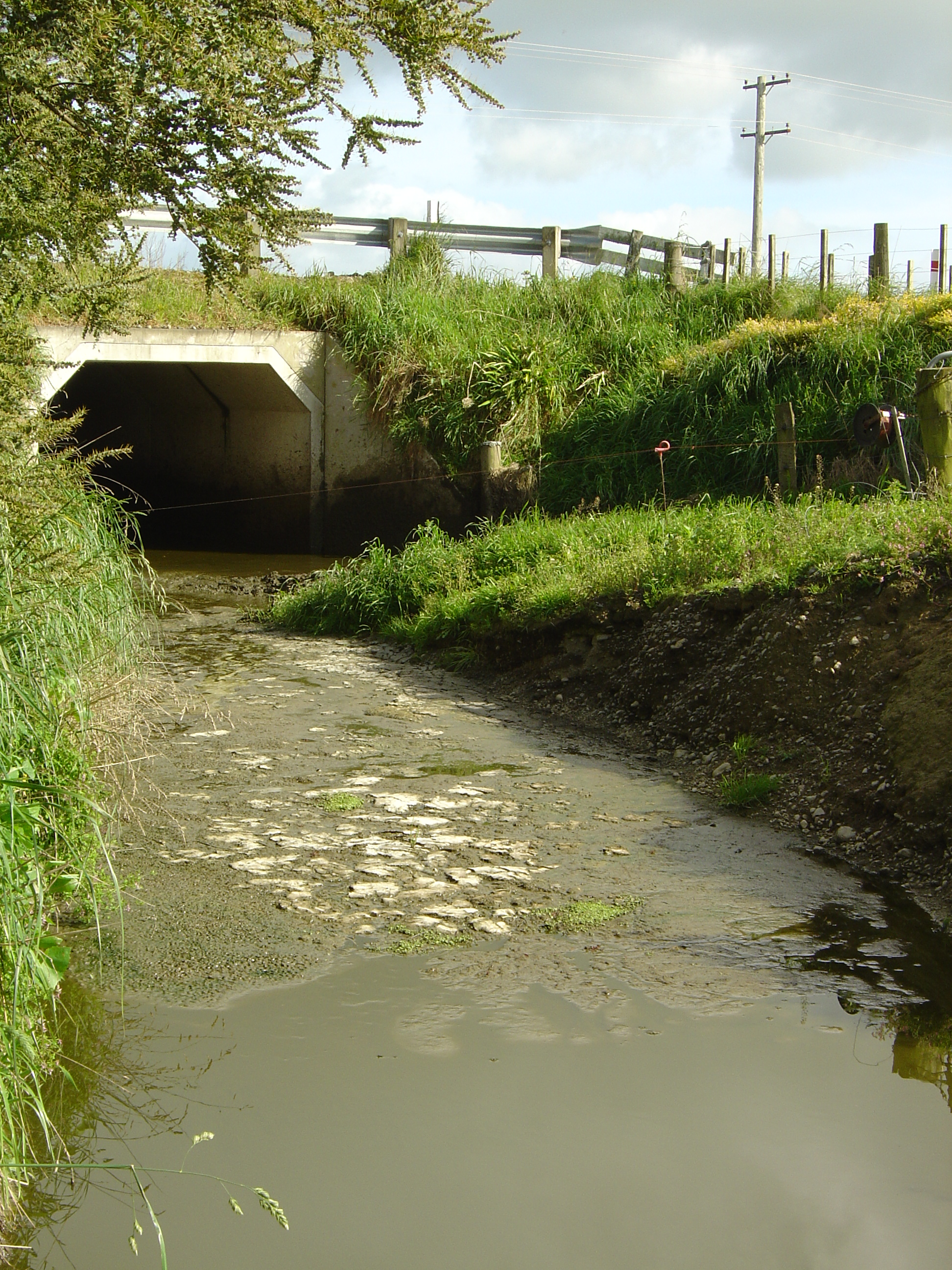
Znečištění vodního toku způsobené zemědělskou činností, Nový Zéland

Zemědělství zatěžuje společnost řadou externích nákladů kvůli dopadům, jako je poškozování přírody pesticidy (zejména herbicidy a insekticidy), odčerpávání živin, nadměrná spotřeba vody a ztráta přirozených prostředí. Posouzení účinků zemědělství ve Spojeném království z roku 2000 stanovilo celkové externí náklady za rok 1996 ve výši 2 343 milionů liber, tj. 208 liber na hektar. Analýza těchto nákladů v USA z roku 2005 dospěla k závěru, že externality rostlinné výroby dosahují přibližně 5 až 16 miliard USD (30 až 96 USD na hektar), zatímco živočišné výroby 714 milionů USD. Obě studie, které se zaměřovaly výhradně na fiskální dopady, dospěly k závěru, že externí náklady by se měly více internalizovat, tj. přenést na jejich původce. Tyto analýzy nezohledňovaly subvence, uváděly však, že subvence též ovlivňují náklady zemědělství pro společnost.
Zemědělství se snaží zvyšovat výnosy a snižovat náklady. Výnos roste díky vstupům, jako jsou hnojiva a odstraňování patogenů, predátorů a konkurentů (jako jsou plevele). Náklady se snižují s rostoucí plochou farem, například zvětšováním polí; to znamená odstraňování mezí, příkopů a dalších biotopů. Pesticidy likvidují hmyz, rostliny a houby. Tato a další opatření na intenzivně obhospodařované půdě drasticky snižují biologickou diverzitu.
Mezinárodní skupina pro zdroje v rámci Programu OSN pro životní prostředí (UNEP) vyhodnotila v roce 2010 environmentální dopady spotřeby a výroby. Zjistil, že zemědělství a spotřeba potravin jsou dva z nejdůležitějších faktorů tlaku na životní prostředí, zejména změny biotopů, změny klimatu, spotřeby vody a toxických emisí. Zemědělství je hlavním zdrojem toxických látek uvolňovaných do životního prostředí, včetně insekticidů, zejména těch používaných při pěstování bavlny. UNEP ve zprávě z roku 2011 o zelené ekonomice uvádí, že „zemědělské činnosti, s výjimkou změn ve využívání půdy, produkují přibližně 13 procent světových antropogenních emisí skleníkových plynů. Patří sem skleníkové plyny emitované používáním anorganických hnojiv, agrochemických pesticidů a herbicidů; (emise vznikající při výrobě těchto látek jsou zahrnuty do průmyslových emisí) a spotřebou fosilních paliv.

### Dopady chovu dobytka

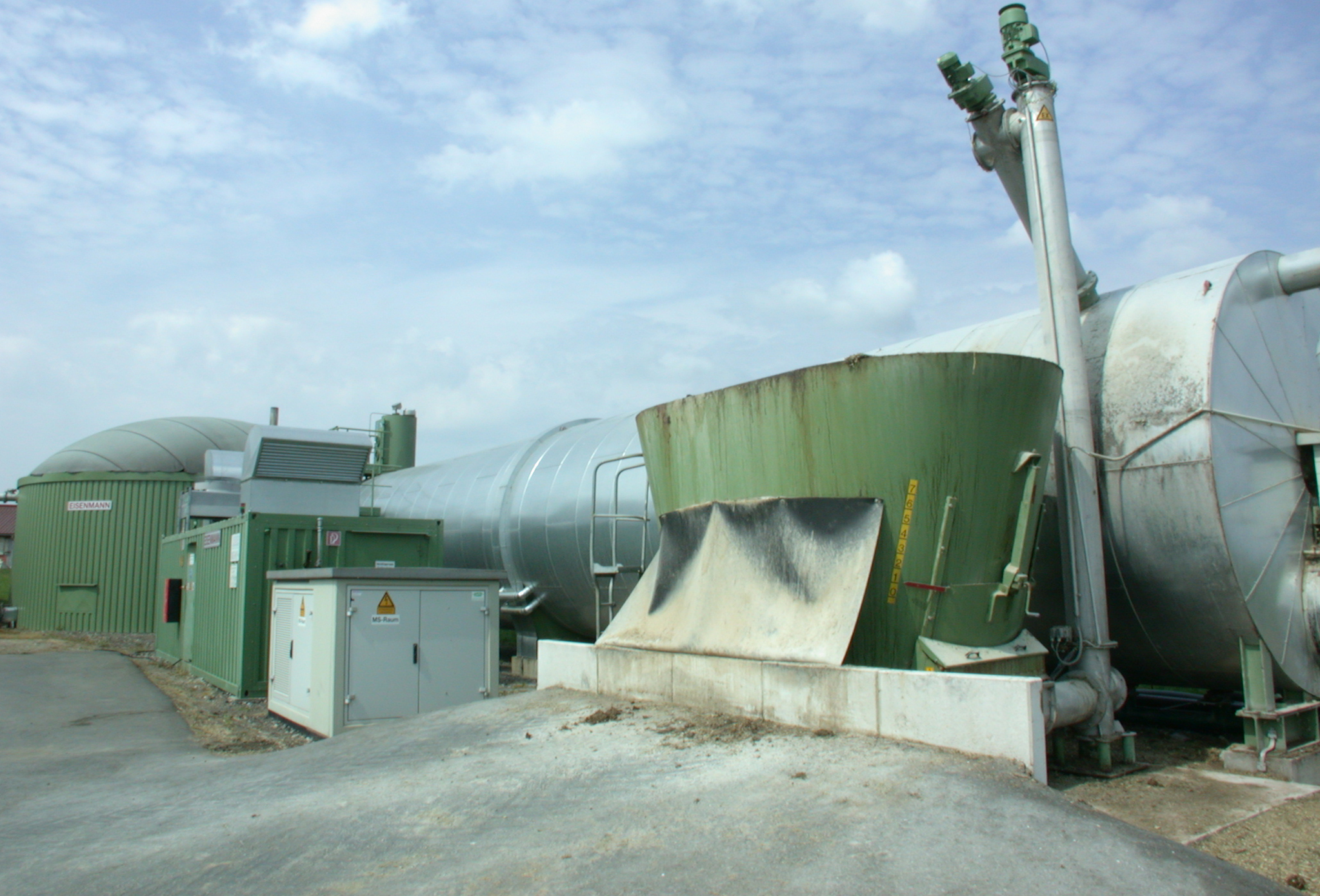
Zemědělská bioplynová stanice, přeměňující odpadní rostlinný materiál a kejdu na bioplyn.

Vysoký představitel OSN Henning Steinfeld uvedl, že „dobytek je jedním z nejvýznamnějších přispěvatelů k nejzávažnějším environmentálním problémům dneška“. Pro účely živočišné výroby slouží 70 % veškeré půdy využívané k zemědělství, nebo také 30 % zemského povrchu. Je to jeden z největších zdrojů skleníkových plynů, odpovídající za 18 % světových emisí skleníkových plynů vyjádřených v ekvivalentech CO2. Pro srovnání, veškerá doprava se podílí 13,5 %. Zemědělství produkuje 65 % oxidu dusného antropogenního původu (který má 296 násobný potenciál globálního oteplování vůči CO2) a 37 % veškerého antropogenního metanu (23 násobný potenciál CO2). Vytváří také 64 % emisí amoniaku. Rozšiřování chovu dobytka se uvádí jako klíčový faktor odlesňování; v Amazonii je nyní 70 % dříve zalesněné oblasti přeměněno na pastviny a zbývající část se využívá na pěstování krmiv. Chovem dobytka způsobené odlesňování a degradace půdy vede též ke snižování biologické diverzity. UNEP dále uvádí, že „při současném způsobu chovu a spotřebních vzorců se do roku 2030 předpokládá celosvětový nárůst emisí metanu z hospodářských zvířat o 60 %“.

### Dopady na půdu a vodu

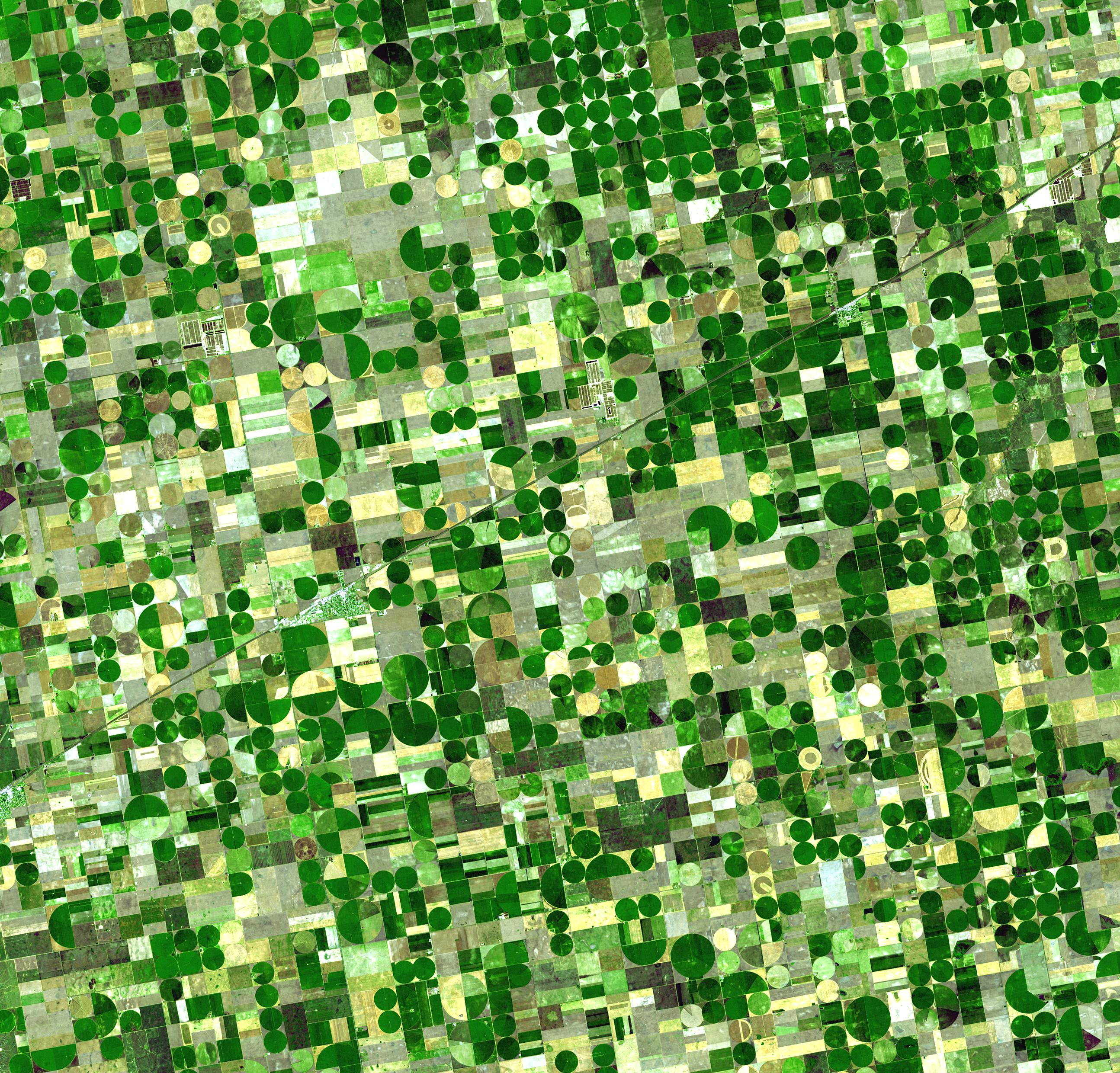
Kruhová zavlažovaná pole v Kansasu. Zdravá, rostoucí kukuřice a čirok jsou zelené (čirok je mírně světlejší). Pšenice je zlatožlutá. Hnědá pole byla nedávno sklizena a zorána nebo tento rok nechána ladem.

Transformace půdy, využití půdy k získání zboží a služeb, je nejzásadnější způsob, jakým lidé mění ekosystémy Země. Považuje se za hlavní příčinu ztráty biologické rozmanitosti. Odhady množství půdy transformované lidmi se pohybují mezi 39 až 50 %. Odhaduje se, že k degradaci půdy, dlouhodobému poklesu funkce a produktivity ekosystémů dochází na 24 % světových půd, u orné půdy je tento podíl ještě vyšší. Společná zpráva OSN a FAO označuje nevhodné hospodaření s půdou za hnací faktor degradace a uvádí, že 1,5 miliardy lidí závisí na degradujících půdách. Degradací může být odlesňování, dezertifikace, eroze, vyčerpání minerálů nebo chemická degradace (acidifikace a zasolování).
Eutrofizace, neboli nadměrné množství živin ve vodních ekosystémech, vede k přemnožení sinic a řas a odkysličení vody. Následkem je úhyn ryb, ztráta biodiverzity a nevhodnost vody k pití nebo průmyslovému použití. Nadměrné hnojení zemědělské půdy a vysoká koncentrace chovu způsobují splach živin (zejména dusíku a fosforu) a jejich vyluhování ze zemědělské půdy. Tyto živiny jsou hlavními polutanty přispívajícími k eutrofizaci vodních ekosystémů a znečištění podzemních vod, což má škodlivé účinky na lidské populace. Hnojiva také snižují biologickou rozmanitost tím, že zvyšují konkurenci rostlin o světlo a zvýhodňují ty druhy, které jsou schopny využívat dodané živiny. Zemědělství má 70 % podíl na spotřebě sladkovodních zdrojů. Je hlavním spotřebitelem vody z vodonosných vrstev a v současnosti čerpá z těchto zdrojů podzemní vody neudržitelným tempem. Již dlouho je známo, že jsou vyčerpány zvodně v tak rozmanitých oblastech, jako je severní Čína, Horní Ganga a západ USA, a nové výzkumy tento problém rozšiřuji i na zvodně v Íránu, Mexiku a Saúdské Arábii. Průmysl a městské oblasti vyvíjí rostoucí tlak na vodní zdroje, což znamená, že se prohlubuje nedostatek vody a zemědělství čelí výzvě produkovat více potravin pro rostoucí světovou populaci se zmenšenými vodními zdroji. Také způsob využívání vody v zemědělství může tvořit značné environmentální problémy, například zánik mokřadů, šíření vodou přenášených nemocí nebo degradace půdy zasolením a podmáčením, zapříčiněná nevhodnými způsoby zavlažování.

### Pesticidy

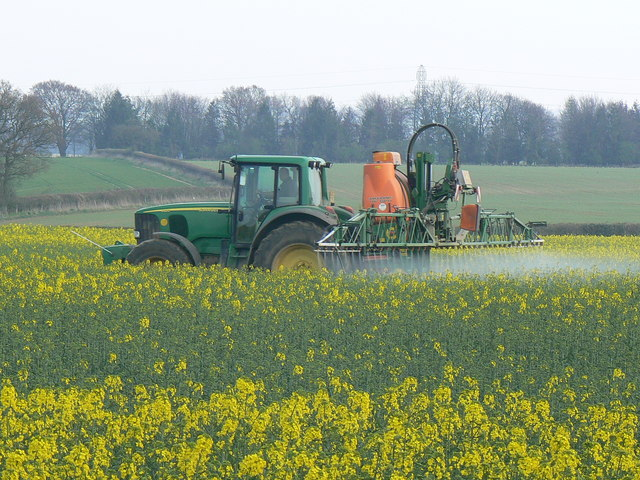
Postřik plodiny pesticidem

Světová spotřeba pesticidů od roku 1950 vzrostla na téměř 2,3 milionu tun ročně, ztráty na úrodě způsobené škůdci však zůstávají relativně konstantní. Podle odhadu Světové zdravotnické organizace z roku 1992 dochází každoročně ke třem milionům případům otravy pesticidy, které způsobují 220 000 úmrtí. Užívání pesticidů vede v populaci škůdců k vyvinutí rezistence, což si vyžaduje vývoj nového pesticidu, a cyklus se dále opakuje.
Existují názory, že intenzivní zemědělství a s ním spojené používání pesticidů je nezbytné pro zabránění hladomorům a že též v jistém smyslu přispívá k ochraně přírody – dosažené vysoké výnosy zmenšují plochu potřebnou pro zemědělské činnosti. Kritici však tvrdí, že kompromis mezi ochranou životního prostředí a potřebou produkce potravin není nevyhnutelný a že pesticidy pouze nahrazují dobré agronomické postupy, jako je střídání plodin. Technika ochrany před škůdci „přilákej – odpuzuj“ (push-pull) zahrnuje smíšené pěstování, využívající rostlinné pachy k odpuzení škůdce z plodiny (push) a jeho nalákání na místo, kde může být poté odstraněn (pull).

### Globální oteplování

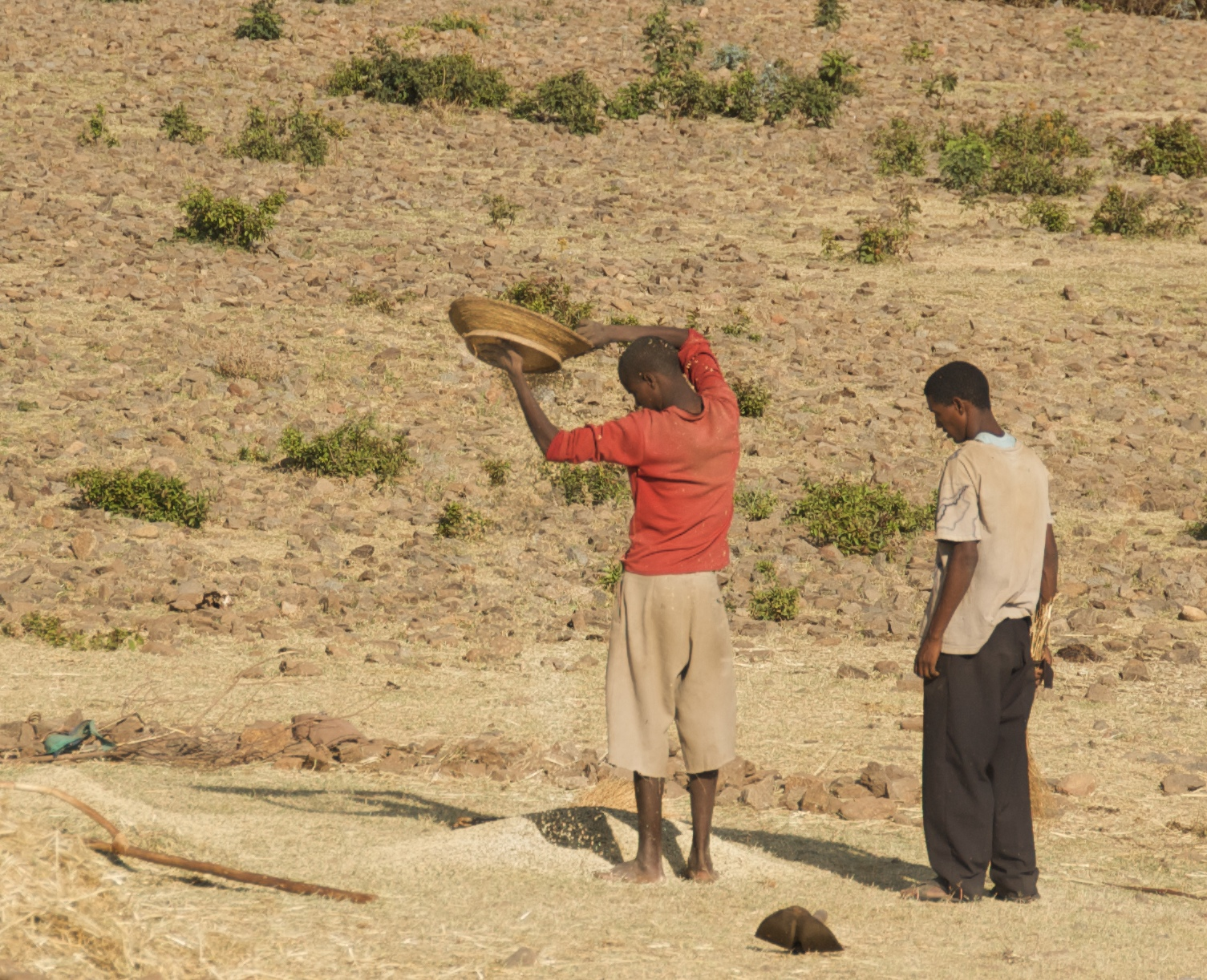
Etiopský zemědělec třídící zrna pšenice od plev proséváním ve větru. Globální oteplování pravděpodobně negativně ovlivní výnosy v zemích horkého pásu, jako je Etiopie.

Globální oteplování a zemědělství jsou v globálním měřítku vzájemně propojeny. Globální oteplování zasahuje zemědělství prostřednictvím změn průměrných teplot, srážek a extrémů počasí (jako jsou bouře a vlny veder); proměn škůdců a chorob; změn koncentrací oxidu uhličitého v ovzduší a koncentrací přízemního ozonu; změn nutriční hodnoty některých potravin a vzestup hladiny oceánů. Globální oteplování již nyní ovlivňuje zemědělství, s různými dopady v různých částech světa. Budoucí změna klimatu pravděpodobně negativně ovlivní produkci plodin v zemích bližších rovníku, v severních zeměpisných šířkách mohou být efekty pozitivní nebo negativní. Globální oteplování pravděpodobně zvýší riziko nedostatku potravin u některých zranitelných skupin, jako jsou chudé vrstvy obyvatel.
Také chov hospodářských zvířat nese zodpovědnost za produkci CO2 ve skleníkových plynech a podíl na světové produkci metanu, jakož i za degradaci půd a vytlačování fauny. Zemědělství přispívá ke změně klimatu antropogenními emisemi skleníkových plynů a přeměnou nezemědělské půdy, jako je les, pro zemědělské účely. Zemědělství, lesnictví a změny ve využívání půdy se v roce 2010 podílely na světových ročních emisích přibližně 20 až 25 %. Řada politik může snížit riziko negativních dopadů změny klimatu na zemědělství a emise skleníkových plynů ze sektoru zemědělství.

### Udržitelnost

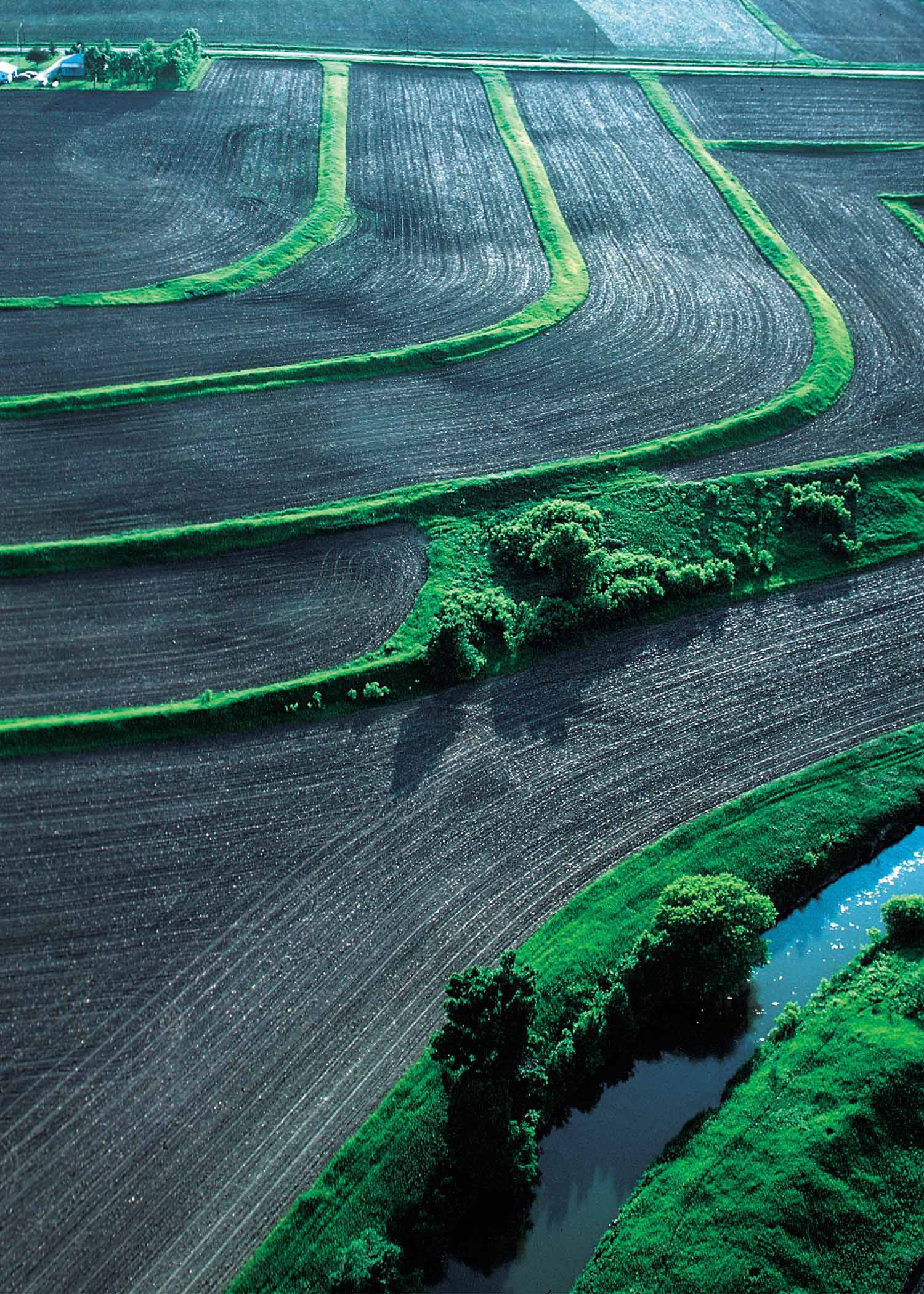
Terasovitá pole, ochranné zpracování půdy a vegetační nárazníkové zóny snižují půdní erozi a znečištění vody.

Současné způsoby hospodaření vedly k nadměrnému exploatování vodních zdrojů, vysokému stupni eroze a snížené úrodnosti půdy. Pro zemědělství v současné podobě není do budoucna dostatek vody. Proto je třeba znovu zvážit, jakým způsobem se využívá voda, půda a ekosystémy ke zvýšení výnosů plodin. Řešením by mohlo být přiřazení hodnoty ekosystémům. Tím nastavit kompromis mezi cenou přírody a cenou živobytí a vyvážit práva různých uživatelů a zájmů. Přijetím takových opatření vzniknou nerovnosti, které bude zapotřebí řešit. Příkladem je přerozdělení vody z chudých na bohaté, mýcení ploch za účelem jejich přeměny na produktivnější půdu, nebo ochrana mokřadů, omezujících možnost rybolovu.
Technický pokrok poskytuje zemědělcům zařízení a zdroje, umožňující udržitelnější hospodaření. Nové technologie přinášejí inovace, jako je ochranné zpracování půdy, které pomáhá předcházet ztrátám půdy erozí, snižuje znečištění vody a zvyšuje sekvestraci (ukládání) uhlíku. Mezi další potenciální praktiky patří ochranné zpracování půdy, agrolesnictví, zlepšené spásání, zamezení rozorávání stepí a aplikace biouhlu.
Podle zprávy Mezinárodního institutu pro výzkum potravinářské politiky (IFPRI) bude dopad nových zemědělských technologií na produkci potravin největší, budou-li přijaty ve vzájemné kombinaci. S použitím modelu, který hodnotil, jak by do roku 2050 mohlo jedenáct technologií ovlivnit zemědělskou produktivitu, bezpečnost potravin a obchod, IFPRI vyvodil, že počet lidí ohrožených hladem lze snížit až o 40 % a ceny potravin mohou klesnout téměř o polovinu. Kalorická poptávka předpokládané budoucí populace Země, s ohledem na současné předpovědi změn klimatu, může být uspokojena dalším zlepšením zemědělských postupů, rozšiřováním zemědělských oblastí a spotřebitelským přístupem zaměřeným na udržitelnost.

### Energetická závislost

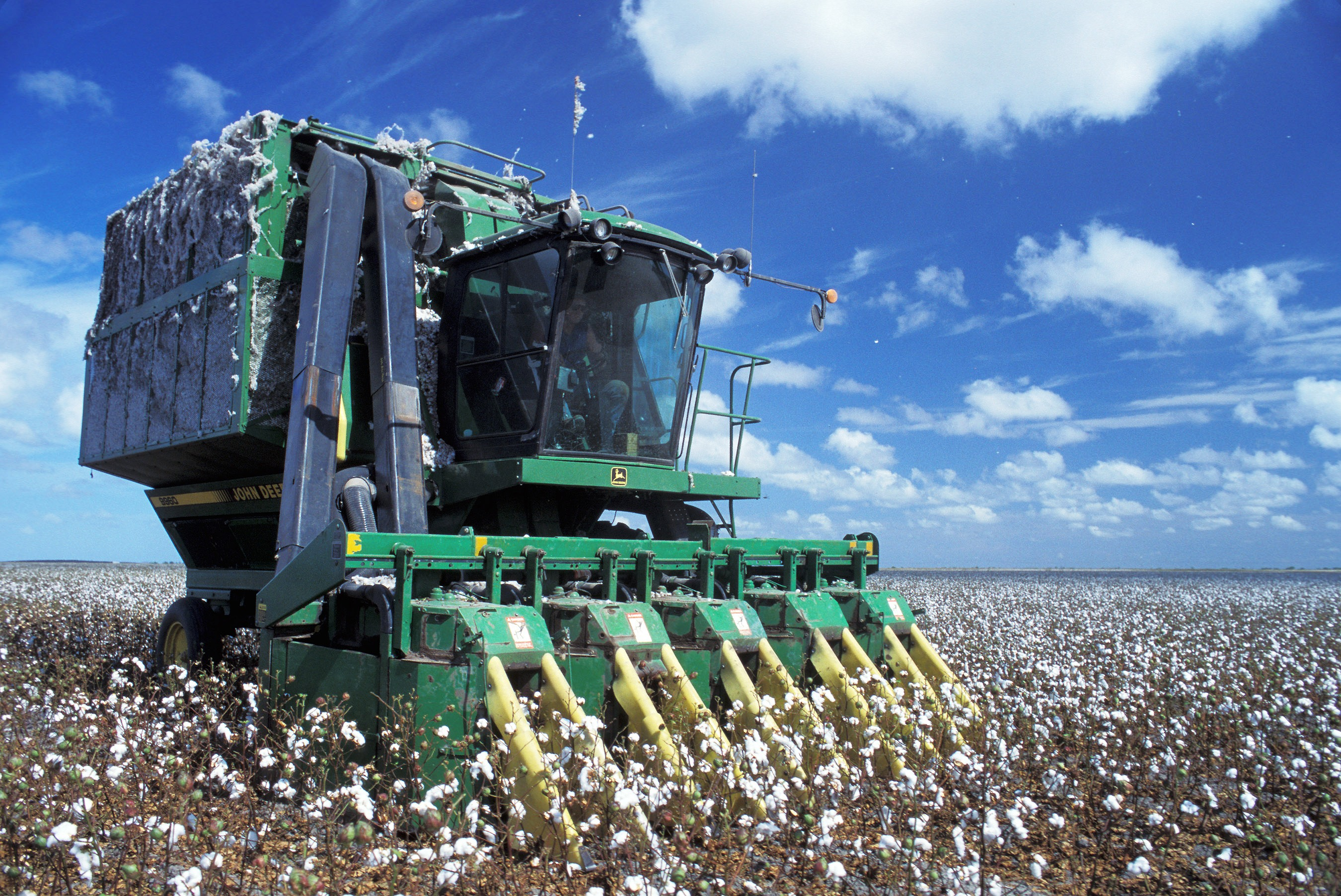
Mechanizované zemědělství: sklízeč bavlny, vyvíjený od 40. let 20. století, nahradí 50 pracovníků, za cenu zvýšené spotřeby fosilních paliv.

Od čtyřicátých let 20. století zemědělská produktivita dramaticky vzrostla, a to zejména díky zvýšenému využívání energeticky náročné mechanizace, hnojiv a pesticidů. Převážná většina tohoto energetického přísunu pochází z fosilních paliv. Zelená revoluce mezi 60. a 80. lety 20. století změnila zemědělství na celém světě. S tím jak se zdvojnásobila světová populace, významně narostla také světová produkce obilí (mezi 70 % a 390 % u pšenice a 60 % až 150 % u rýže, podle zeměpisné oblasti). Silná závislost zemědělství na ropných produktech vyvolává obavy, že nedostatek ropy by mohl vést ke zvýšení nákladů a snížení zemědělské produkce.
Závislost průmyslového zemědělství na fosilních palivech spočívá ve dvou základních oblastech: přímá spotřeba a výroba vstupů. K přímé spotřebě patří použití paliv a maziv k provozu zemědělských vozidel a strojů.
| Podíl zemědělství a potravinářského sektoru (%) na celkové spotřebě energie pro vybrané průmyslové státy | Podíl zemědělství a potravinářského sektoru (%) na celkové spotřebě energie pro vybrané průmyslové státy | Podíl zemědělství a potravinářského sektoru (%) na celkové spotřebě energie pro vybrané průmyslové státy | Podíl zemědělství a potravinářského sektoru (%) na celkové spotřebě energie pro vybrané průmyslové státy |
| Země | Rok | Zemědělství (přímá a nepřímá)                                                                            | Potravinářský sektor                                                                                     |
| --- | --- | --- | --- |
| Velká Británie                                                                                           | 2005 | 1,9 | 11 |
| Spojené státy                                                                                            | 2002 | 2,0 | 14 |
| Švédsko                                                                                                  | 2000 | 2,5 | 13 |

K nepřímé spotřebě patří výroba hnojiv, pesticidů a zemědělských strojů. Zejména výroba dusíkatých hnojiv může představovat více než polovinu spotřeby energie v zemědělství. Ve Spojených státech představuje přímá a nepřímá spotřeba zemědělských podniků dohromady 2 % energetické spotřeby země. Vrcholu tam dosáhla v roce 1979 a od té doby postupně klesá. Potravinové systémy zahrnují nejen zemědělství, ale i zpracování mimo zemědělský podnik, balení, přepravu, marketing, spotřebu a likvidaci potravin a souvisejících produktů. V USA se samotné zemědělství podílí na celkové spotřebě energie potravinářského sektoru méně než jednou pětinou.

## Obory

### Zemědělská ekonomika
Zemědělská ekonomika je oborem ekonomie, týkajícím se „výroby, distribuce a spotřeby [zemědělského] zboží a služeb“. Kombinování zemědělské produkce s obecnými teoriemi marketingu a obchodu jako studijního oboru začalo koncem 19. století a během 20. století prodělalo významný rozvoj. Ačkoli je samotný obor zemědělské ekonomiky relativně nový, hlavní trendy v zemědělství v průběhu dějin značně ovlivňovaly národní a mezinárodní ekonomiky. Náklady související se zpracováním, distribucí a obchodem, někdy označované jako hodnotový řetězec, se zvýšily, zatímco náklady v zemědělství se snížily. To souvisí s vyšší efektivitou zemědělství v kombinaci s rostoucí úrovní přidané hodnoty (např. složitěji zpracované produkty) vytvářené dodavatelským řetězcem. Tržní koncentrace v tomto odvětví také vzrostla, a přestože celkovým výsledkem zvýšené tržní koncentrace je pravděpodobně vyšší efektivita, změny vedou k přerozdělování marží na úkor producentů (zemědělců) a spotřebitelů a mohou mít negativní dopady na venkovské komunity.

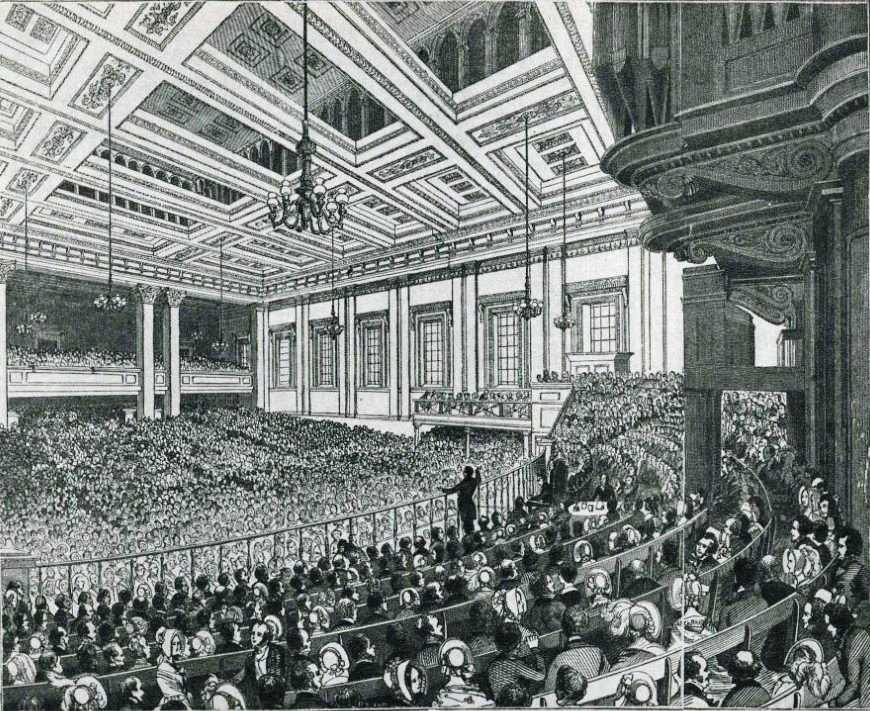
Protekcionistické obilné zákony, přijaté ve Velké Británii počátkem 19. století, vedly k vysokým cenám a rozsáhlým protestům, jako je například toto setkání Ligy proti obilným zákonům v roce 1846.

Národní vládní politiky mohou výrazně ovlivnit hospodářský trh se zemědělskými produkty, a to ve formě zdanění, subvencí, cel a dalších opatření. Přinejmenším od 60. let 20. století ovlivňuje zemědělce v rozvojových i rozvinutých zemích kombinace obchodních omezení, kurzových politik a dotací. V 80. letech 20. století postihly nesubvencované zemědělství rozvojových zemí negativní dopady národních zemědělských politik, které na světovém trhu vytvářely uměle nízké ceny zemědělských produktů. Mezi polovinou 80. let a začátkem 21. století omezilo několik mezinárodních dohod zemědělská cla, subvence a jiné obchodní překážky.
Přesto však ještě na konci 1. desetiletí 21. století stále docházelo ke značnému pokřivení světových cen zemědělských produktů způsobeném politickými tlaky. Největším regulacím podléhají cukr, mléko a rýže, především z důvodu zdanění. Z olejnin byl nejvíce zdaněn sezam, celkově však bylo zdanění krmných obilnin a olejnin mnohem nižší než produktů živočišného původu. Od 80. let 20. století dochází vlivem globálních reforem zemědělské politiky k narovnávání trhu, které se projevuje především u živočišných produktů, méně u plodin. Navzdory tomuto pokroku vyspělé země stále dotují produkci některých plodin, například bavlny, což se projevuje uměle nízkými světovými cenami komodity. To má neblahý vliv na zemědělce z chudších zemí, kteří subvence nedostávají. Surové komodity, jako je kukuřice, sója a skot, jsou obvykle odstupňovány do tříd podle kvality, s odpovídajícím rozdílem mezi výkupní cenou. Statistiky komodit se obecně sestavují podle množstevních parametrů, jako je objem, počet nebo hmotnost.
Ceny zemědělské prvovýroby určuje převážně Pařížská burza a Chicagská burza.

### Zemědělská věda

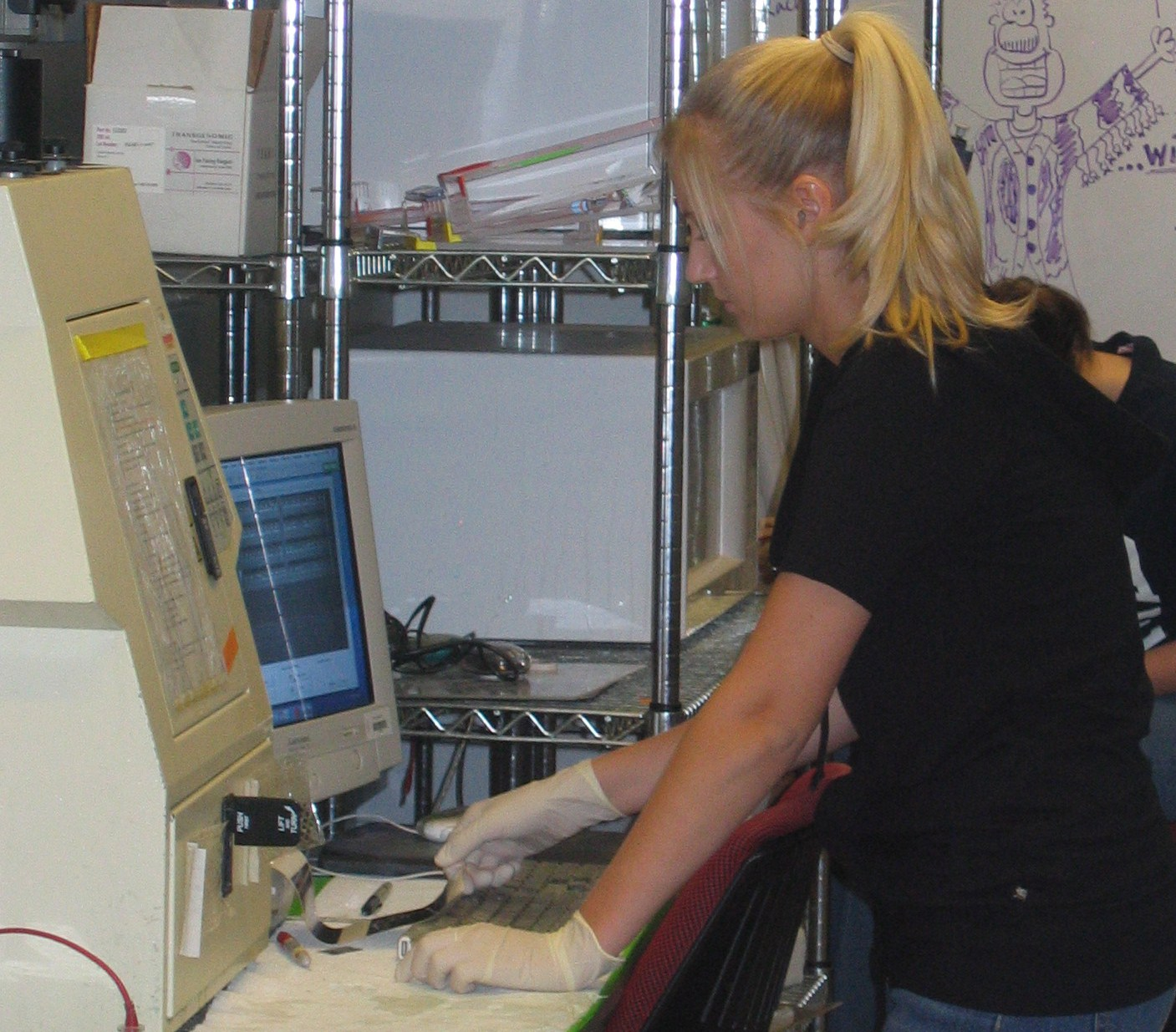
Agronomka mapující rostlinný genom

Zemědělská věda je široká multidisciplinární oblast biologie, zahrnující části přírodních, ekonomických a společenských věd, které se používají v praxi a chápání zemědělství. Pokrývá témata jako agronomie, šlechtění rostlin a genetika, patologie rostlin, modelování růstu plodin, pedologie, entomologie, produkční techniky a zlepšování, studium škůdců a jejich kontroly a studium nepříznivých dopadů na životní prostředí, jako je degradace půdy, nakládání s odpady a bioremediace.
Vědecké zkoumání zemědělství začalo v 18. století, kdy Johann Friedrich Mayer provedl experimenty s použitím sádrovce (hydratovaného síranu vápenatého) jako hnojiva. Systematičtější výzkum začal v roce 1843 v Anglii, kde John Lawes a Henry Gilbert zahájili řadu dlouhodobých polních experimentů na Rothamsted Research Station. Některé z nich, jako Park Grass Experiment, stále běží. Ve Spojených státech umožnil Hatch Act z roku 1887 financování výzkumů, poprvé označovaných jako „zemědělská věda“, motivovaných zájmem zemědělců o hnojiva. V roce 1881 zahájilo Ministerstvo zemědělství Spojených států amerických (USDA) výzkum v oblasti zemědělské entomologie, za účelem biologického boje proti škůdcům. Roku 1905 spustilo svůj první rozsáhlý program hledání přirozených nepřátel bekyně velkohlavé a bekyně zlatořitné v Evropě a Japonsku. Jeho výsledkem bylo zavedení parazitoidů (například samotářské vosy) a predátorů obou škůdců v USA.

## Politika
| Produkt         | Dotace |
| --------------- | ------ |
| hovězí a telecí | 18,0   |
| mléko           | 15,3   |
| prasata         | 7,3    |
| drůbež          | 6,5    |
| sojové boby     | 2,3    |
| vejce           | 1,5    |
| ovce            | 1,1    |

Zemědělská politika je souborem vládních rozhodnutí a opatření týkajících se domácího zemědělství a dovozu zahraničních zemědělských produktů. Vlády obvykle provádějí zemědělskou politiku aby dosáhly konkrétního cíle na domácích trzích se zemědělskými produkty. Mezi některá zastřešující témata patří řízení rizik a zemědělské přizpůsobení (včetně politik zabývajících se změnou klimatu, bezpečností potravin a přírodními katastrofami), dosažení ekonomické stability (zahrnuje daňové politiky), přírodní zdroje a udržitelnost (zejména vodní politika), výzkum a vývoj a tržní uplatnění domácích komodit (vztahy s celosvětovými organizacemi a mezistátní dohody). Zemědělská politika se může dotýkat také kvality potravin, ve smyslu zajištění stabilní a definované kvality potravin, potravinové bezpečnosti a zachování zdrojů. Programy politik se mohou pohybovat od finančních (například subvence) až po pobídky zemědělcům, aby se zapojili do dobrovolných programů zabezpečení jakosti.
Vytváření zemědělské politiky ovlivňuje řada činitelů, včetně spotřebitelů, agropodnikatelů, obchodních lobby a dalších zájmových skupin. Agropodnikatelské zájmy značně ovlivňují tvorbu politik, a to formou lobbování a příspěvků na volební kampaně. Svůj vliv uplatňují i aktivistické politické skupiny, včetně environmentalistů nebo odborů. Dále lobbistické organizace zastupující jednotlivé zemědělské komodity. Organizace pro výživu a zemědělství (FAO) stojí v čele mezinárodního boje proti hladu a poskytuje platformu pro vyjednávání globálních zemědělských regulací a dohod. Samuel Jutzi, ředitel divize FAO pro živočišné produkty a zdraví zvířat, uvádí, že lobbování velkých společností zastavilo reformy, které mohly zlepšit lidské zdraví a životní prostředí. Například v roce 2010 byly předloženy návrhy na dobrovolný kodex chování pro živočišný průmysl, poskytující pobídky ke zlepšování zdravotních norem, a předpisy v oblasti životního prostředí, jako je udržitelný počet zvířat, které může daná plocha půdy dlouhodobě uživit bez jejího poškození. Tyto návrhy však kvůli tlaku velké potravinářské společnosti neprošly.

## Vědní obory spojené se zemědělstvím
- agronomie (nauka o zemědělské výrobě)
- agrologie (nauka o polním hospodářství)
- pedologie (nauka o půdách)
- hydrologie
- meteorologie, agrometeorologie a bioklimatologie
- agrochemie
- agrobiologie
- zoologie a veterinární medicíina
- zootechnika a agrotechnika
- ekologie a agroekologie
- botanika a fytocenologie
- herbologie a gradologie
- rostlinolékařství, fytopatologie a entomologie
- genetika
- geografie zemědělství

## Typy zemědělství
- nomádské pastevectví – geograficky charakteristické pro Střední Afriku a Střední východ. Jedná se o migrační chov koz a ovcí na velkém prostoru, avšak s malými zisky.
- tradiční, rotační, samozásobitelské – typické pro Střední a Západní Afriku, severozápadní Asii, Amazonii a stepi Jižní Ameriky. Charakteristická je nízká produktivita i efekt. Rostlinná produkce je doplněna lovem a sběrem. Část úrody je postoupena na osivo, zbytek je spotřebován.
- tradiční samozásobitelské zemědělství malých zemědělských závodů – typické pro jižní a Jihovýchodní Asii s předpokladem využití závlah. Rostlinná výroba je doplněna chovem prasat a drůbeže. Nízká mechanizace a využití ruční práce. Během roku jsou 2 až 3 sklizně.
- tradiční smíšené zemědělství malých podniků – samozásobitelský typ, který část výnosu postupuje na trh. Charakteristické střídání pěstované kultury. Převládá rostlinná výroba, využívání závlah a ruční práce.
- tradiční polotržní zemědělství specializované – rostlinná výroba hlavně v Jihovýchodní Asii a Oceánii, extenzivní způsob je využíván v Latinské Americe. Jedná se o specializovanou výrobu na vyšší úrovni.
- tradiční zemědělství latifundií – charakteristické pro Latinskou Ameriku a Evropu. Jedná se o oblasti vzdálené od center. Typická kombinace rostlinné a živočišné výroby za využití mechanizace a chemizace při extenzivním zemědělství.
- plantážní zemědělství – tradiční typ pro Latinskou Ameriku. Většinou se jedná o střední a velké závody s dostatkem pracovních sil. Charakteristická je vysoká specializace, která přináší vysoké výnosy.
- tržní zemědělská malovýroba – nachází se v USA, západní Evropě a Japonsku. Výroba za účelem zisku. Typickým druhem jsou rodinné statky se značně rozdílnou specializací. Jedná se většinou o soběstačné závody s vysokým vkladem do práce.
- zemědělství velkostatků – může se jednat o soukromý i akciový podnik. Typické jsou velké výnosy podmíněné vysokou mechanizací a chemizací. Řadíme zde pěstování průmyslových plodin, ale i skleníkářství (velkozahradnictví). Jedná se o smíšený typ, kde je přítomno jak pěstování krmiva, tak chov zvířat.
- tržní specializované zemědělství – charakteristické jsou velké rodinné statky, vysoká efektivita práce, specializace a náročnost na pracovní sílu.
- rančerství – tento typ je typický v USA a Austrálii. Majitel stáda najímá zaměstnance na ochranu a pastvu dobytka. Typická je zde vysoká efektivita.
- vysoce zprůmyslněné zemědělství – pro tento typ zemědělství je charakteristická vysoká mechanizace a chemizace. Řadí se sem vepříny, drůbežárny, skot na mléko. Silná je zde i rostlinná výroba.
- ekologické zemědělství – způsob hospodaření, který vylučuje použití umělých hnojiv a pesticidů, regulátorů růstu, přídatných látek v krmivech a geneticky modifikovaných organismů. Je opakem všeobecně rozšířeného konvenčního zemědělství.
- biodynamické zemědělství
- precizní zemědělství
- integrované zemědělství
- konvenční zemědělství